# Liste der Straßen in Essen-Kettwig
Die Liste der Straßen in Essen-Kettwig beschreibt das Straßensystem im Essener Stadtteil Kettwig mit den entsprechenden historischen Bezügen.

## Überblick
In Kettwig leben 18290 Einwohner (30. September 2022) auf einer Fläche von 15 km². Der flächenmäßig größte Essener Stadtteil zählt zum Stadtbezirk IX Werden/Kettwig/Bredeney. Bis zur Eingemeindung 1975 bildete Kettwig mit seinen Ortsteilen und Mintard, heute Ortsteil von Mülheim an der Ruhr, die selbstständige Stadt Kettwig an der Ruhr im Landkreis Düsseldorf-Mettmann. Kettwig alleine bildet den Postleitzahlenbezirk 45219.
Der Stadtteil wird, im Norden beginnend, im Uhrzeigersinn folgendermaßen begrenzt: Linie über das Land zwischen August-Thyssen-Straße und Ruhr zum Mülheimer Stadtteil Saarn-Mintard, Icktener Bach, Linie über das Land zwischen Ruhr und Meisenburgstraße, über Schnellenkampweg und Saalsweg zum Mülheimer Stadtteil Menden-Holthausen, Meisenburgstraße, An der Pierburg und Kamisheide zu Schuir, Pierburger Saum und Ruhrtalstraße zu Werden, Ruhr, Laupendahler Landstraße, eine Linie über das Land quer durch das Oefter Tal und Oefter Bach zu Heidhausen, Römmersbach, Birther Bach, In der Rose, Langenbügeler Straße, Wildbach, Schloßweg und Ruhrstraße zu Heiligenhaus und seinem Stadtteil Isenbügel sowie Sommersberg, Höseler Weg und August-Thyssen-Straße zum Ratinger Stadtteil Breitscheid.
Zum Stadtteil Kettwig gehören mehrere Ortsteile, die früher gemeinsam die Stadt Kettwig bildeten. Neben Kettwig-Mitte und der Altstadt sind dies Kettwig vor der Brücke, Laupendahl, die Laupendahler Höhe, Kettwig auf der Höhe, Umstand, die Icktener Siedlung, Pierburg und Oefte.
In Kettwig gibt es 158 benannte Verkehrsflächen, darunter sechs Plätze. Davon befinden sich lediglich elf Straßen nur teilweise im Stadtteil: Die Meisenburgstraße führt nach Schuir, An der Pierburg bildet die Grenze gegen Schuir, die Ruhrtalstraße und Pierburger Saum führen nach Werden, die Laupendahler Landstraße nach Heidhausen und darüber hinaus nach Werden, die Straße Zum Timpen nur nach Heidhausen; der Sengenholzer Weg wird in Isenbügel (Heiligenhaus) fortgeführt, die August-Thyssen-Straße und der Mintarder Weg in Mintard (Mülheim), die Mendener Straße und der Rombecker Weg in Menden-Holthausen (Mülheim).
Im benachbarten Stadtteil Schuir liegt die Ausfahrt 26 „Essen-Kettwig“ der Bundesautobahn 52.
Durch Kettwig verlaufen folgende Landes- und Kreisstraßen auf folgenden Straßenzügen:
- Landesstraße 156: L 441 – Heiligenhauser Straße (weiter in Heiligenhaus)
- Landesstraße 242: L 441 – Ruhrtalstraße (weiter in Werden)
- Landesstraße 441: (aus Ratingen kommend) L 62 – August-Thyssen-Straße – L 156 – Ringstraße – L 442 – L 242 – Graf-Zeppelin-Straße – L 450 – Meisenburgstraße (weiter in Schuir)
- Landesstraße 442: L 441 – Werdener Straße – K4 – Laupendahler Landstraße (weiter in Heidhausen)
- Landesstraße 450: L 441 – Mendener Straße (weiter in Mülheim)
- Kreisstraße 4: L 442 – Charlottenhofstraße (weiter in Heiligenhaus-Isenbügel)

Viele Straßen sind Teil von Themengruppen. Hierzu gehören:
- Flüsse in Kettwig auf der Höhe:
  - Rheinstraße und ihre Seitenstraßen (Zuflüsse des Rheins), Benennung 1970 und 1976: Erftstraße, Lahnstraße, Lauterweg, Mainstraße, Moselstraße, Neckarstraße, Rheinstraße, Wupperstraße
  - Seitenstraßen der Neckarstraße (Zuflüsse des Neckars), Benennung 1980: Jagstweg, Kocherstraße
- Dichter und Schriftsteller in Hinninghofen und im Kettwiger Osten:
  - vor der Eingemeindung: Gerhart-Hauptmann-Straße, Gottfried-Herder-Straße, Heinrich-Heine-Straße, Lessingstraße, Schillerstraße, Theodor-Fontane-Weg, Uhlandstraße (dazu ehem. Goethestraße)
  - nach der Eingemeindung: Droste-Hülshoff-Weg, Eichendorffstraße, Ferdinand-Weerth-Straße, Gellertweg
- Bezüge zur Scheidtschen Kammgarnspinnerei südlich der Kettwiger Altstadt, Benennung 2013: Am Wollboden, Johann-Wilhelm-Scheidt-Straße, Zur Kammgarnspinnerei
- Philosophen südlich der Icktener Siedlung: Hegelstraße, Kantstraße, Leibnizstraße

### Nummerierungsbezirke
Früher war es üblich, dass Häuser nicht nach Straßen nummeriert wurden, sondern in Bezirke eingeteilt waren, in denen sie nach ihrem Errichtungsdatum nummeriert wurde. Solche Bezirke gab es auch in Kettwig. Das Haus mit der Adresse „Umstand 5“ war beispielsweise das fünfte Haus, das im Nummerierungsbezirk Umstand errichtet wurde. Von diesen alten Bezirken sind in Kettwig noch zwei übriggeblieben:
- „Bauerschaft“ wurde 1950 zum Namen einer Straße südlich der Kettwiger Altstadt.
- „Oefte“ ist seit Mitte des 9. Jahrhunderts bis heute ein Nummerierungsbezirk, der viele Straßenabschnitte und daran liegende, vereinzelte Häuser im ländlichen Kettwiger Osten, zwischen Laupendahler Landstraße, Werdener Straße sowie der Grenze zu Heidhausen und Isenbügel umfasst.

## Liste der Straßen
Die nachfolgende Tabelle gibt eine Übersicht über die Straßen und Wege im Stadtteil sowie einige dazugehörige Informationen.
- Name: aktuelle Bezeichnung der Straße.
- Länge/Maße in Metern:
 Die in der Übersicht enthaltenen Längenangaben sind gerundete Übersichtswerte, die in Google Earth mit dem dortigen Maßstab ermittelt wurden. Sie dienen Vergleichszwecken und werden, sofern amtliche Werte bekannt sind, ausgetauscht und gesondert gekennzeichnet.
 Der Zusatz im Stadtteil gibt an, dass die Länge die des Straßenabschnitts innerhalb Kettwigs ist, sofern die Straße in benachbarte Stadtteile weitergeführt wird.
 Der Zusatz mit Stichstraßen gibt bei verzweigten Straßen die Länge aller Abschnitte zusammen an.
 Der Zusatz (alle Straßenabschnitte zusammen) gibt an, dass die Straße so verwinkelt ist, dass keine „Hauptstraße“ besteht. Stattdessen wird nur die Länge aller Straßenabschnitte zusammengezählt.
- Herleitung: Ursprung oder Bezug des Namens
- Datum: amtliche Erstbenennung
- Anmerkungen: zusätzliche Informationen
- Bild: Foto der Straße oder eines anliegenden Objekts

| Name                          | Länge/Maße (in Metern)                 | Herleitung                                                                               | Datum der Benennung | Bemerkungen | Bild |
| ----------------------------- | -------------------------------------- | ---------------------------------------------------------------------------------------- | ------------------- | --- | --- |
| Akademiestraße                | 350                                    | ehem. Pädagogische Akademie                                                              | 7. Apr. 1978        | Die erste evangelische Pädagogische Akademie in der Britischen Besatzungszone wurde 1946 feierlich in Kettwig eingeweiht. Sie wurde 1968 nach Duisburg verlegt, ihr Gebäude, das 1915 als Lehrerseminar errichtet worden war, 1977 abgerissen. Nach der Lage an der Akademie wurde die ehemalige Fichtestraße zwischen Cornelius- und Brederbachstraße 1978 „Akademiestraße“ genannt. | |
| Am Bilstein                   | 900 (alle Straßenabschnitte zusammen)  | „Bilstein“, Flurname                                                                     | 7. Apr. 1978        | Das Buschgebiet „Bielstein“ in Umstand wird in einem Pachtbrief von 1730 genannt, Variationen des Namens in den Katastern sind „Bellstein“ und „Bildstein“. Auch ein Kohleflöz auf Höhe des Kettwiger Bahnhofs hieß „Bilstein“. Nach der Eingemeindung wurde ein Teil der Hochstraße 1978 mit dem Waldsaum zur Straße „Am Bilstein“ zusammengefasst, die bogenförmig von der Schmachtenbergstraße zur Emil-Kemper-Straße führt. | |
| Am Bögelsknappen              | 500                                    | „Bögelsknappen“, Flurname                                                                | 25. Okt. 1927       | Am Bögelsknappen verbindet bogenförmig Graf-Zeppelin-Straße und Hauptstraße. Der Name entstand aus der Zusammenziehung des Bergnamens „Bögel“ und des Familiennamens „Knappen“, die einen Kotten auf diesem Berg besaßen. | Am Bögelsknappen                                                                                            |
| Am Hammershöfchen             | 350                                    | „Hammershöfchen“, alter Kotten                                                           | 5. Sep. 1952        | Das Hammershöfchen lag an der heutigen Straße im ältesten Teil der Icktener Siedlung, die sich zwischen Icktener Straße und Im Winkel befindet. Die Straße hieß zunächst „Dietrich-Eckart-Siedlung“, seit 1945 „Icktener Siedlung“ und trägt seit 1952 den heutigen Namen. | |
| Am Hausberg                   | 160                                    | „Hausberg“, Flurname                                                                     | 21. Okt. 1952       | Nach einem alten Flurnamen wurde die Stichstraße zur Charlottenhofstraße auf der Laupendahler Höhe 1952 „Am Hausberg“ genannt. | |
| Am Hofacker                   | 240                                    | „Hofacker“, Flurname                                                                     | etwa 1936           | Der Flurname „Hofacker“ weist auf die Zugehörigkeit des Geländes zum Oberhof Kettwig hin, wie aus Ablöseakten von 1828 ersichtlich ist. Die Straße „Am Hofacker“ führt von der Bergstraße bis hinter die Gartenstraße in der Kettwiger Mitte. | |
| Am Kattenturm                 | 900                                    | Kattenturm, Teil der Burgruine Luttelnau                                                 | 11. Dez. 1950       | Die Burg Luttelnau oder Lüttelnau („kleine Aue“) ist die letzte noch zumindest teilweise erhaltene Motte an der Ruhr und liegt an ihrem nördlichen Ufer. Sie wurde im 13. Jahrhundert errichtet und war während des 14. Jahrhunderts als Lehen der Abtei Werden im Besitz der Herren von Luttelnau. Sie wird schon 1454 als „wüst“ beschrieben, sei 1573 verlassen gewesen, wurde aber nachweislich im 16. Jahrhundert als Gefängnis genutzt. 1969 wurde die Ruine gesichert und zur Besichtigung freigegeben, seit 1985 ist sie als Baudenkmal eingetragen. Woher der Name Kattenturm für den Wohnturm der Burg Luttelnau kommt, ist nicht klar, es ranken sich mehrere Legenden um seine Herkunft, beispielsweise sollen Katzen mit feurigen Augen in diesem Turm einen Goldschatz bewachen, der Turm soll seinen Namen vom Volksstamm der Chatten haben oder ähnliches. Die Straße Am Kattenturm erhielt ihren Namen 1950, sie bildet eine Stichstraße zur Ruhrtalstraße im Osten Kettwigs und führt parallel zwischen dieser und der Ruhr südwärts bis etwa zur Höhe des Bahnhofs Kettwig.                                                         | Kattenturm                                                                                                  |
| Am Kettwiger Ruhrbogen        | 950 (alle Straßenabschnitte zusammen)  | Lage am Kettwiger Ruhrbogen                                                              | 30. Aug. 2013       | Die Straße ist eine weit verzweigte Stichstraße zur Güterstraße direkt an der Ruhr, die hier in Kettwig einen Bogen macht. | |
| Am Möhlenkamp                 | 900                                    | „Möhlenkamp“, Flurname                                                                   | 11. Dez. 1950       | Die Straße „Am Möhlenkamp“, benannt nach einem alten Flurnamen führt von der Hauptstraße in der Nähe der Ruhr bis zum Klärwerk Essen-Kettwig. | |
| Am Mühlengraben               | 70                                     | Mühlengraben, Teich                                                                      | 19. Okt. 1971       | „Am Mühlengraben“ ist eine kurze Verbindung zwischen Ruhrstraße und Ringstraße in der Nähe des alten Teichs, der Mühlengraben genannt wird und über den bereits seit 1786 eine Brücke führte, lange bevor 1865 die erste Brücke über die Ruhr die dortige Fähre ersetzte. Bis 1971 gehörte „Am Mühlengraben“ zur Ruhrstraße. | Am Mühlengraben, Mühlengrabenbrücke                                                                         |
| Am Muhrenberg                 | 190                                    | „Muhrenberg“, Flurname                                                                   | 28. Jan. 1930       | Die Straße „Am Muhrenberg“ verbindet die Straßen Hummelshagen und Ferdinand-Weerth-Straße, hinter der sie als Gellertweg fortgeführt wird. Sie ist nach einem alten Flurnamen im Bereich der Höfe Ober-, Mitte- und Unterhinninghofen benannt. | |
| Am Stadtbad                   | 350                                    | Stadtbad Kettwig                                                                         | 7. Apr. 1978        | Die Straße Am Stadtbad ist eine Stichstraße zur Hafkesdell in Umstand, gegenüber vom Kettwiger Stadtbad das 1977 von der Stadt Essen fertiggestellt wurde. Die Straße liegt direkt am Brederbach und hieß bis 1972 Industriestraße, bis 1978 Ohmstraße. | |
| Am Stadtwald                  | 600                                    | Stadtwald Kettwig                                                                        | etwa 1926           | Die Straße Am Stadtwald befindet sich in der Nähe des Kettwiger Stadtwalds, der um 1900 eingerichtet wurde. Sie verbindet die Schmachtenbergstraße mit dem Kemmannsweg in Hinninghofen. | |
| Am Stammensberg               | 460 (alle Straßenabschnitte zusammen)  | „Stammensberg“, alte Lagebezeichnung                                                     | 19. Okt. 1953       | Der Name Stammensberg steht in Verbindung mit der ehemaligen Stammenschen Mühle. Die Straße Am Stammensberg ist eine Stichstraße zur Heiligenhauser Straße in Laupendahl. | |
| Am Wetzelsberg                | 300                                    | „Wetzelsberg“, Flurname                                                                  | 11. Feb. 1950       | Der Name Wetzelsberg bezeichnete sowohl eine Flur als auch einen Kotten, der später nach seinem Besitzer Büschgens Kotten genannt wurde. Die Straße Am Wetzelsberg ist die Fortsetzung der Hauptstraße im größtenteils unbesiedelten Gebiet nördlich der Kettwiger Mitte, es befinden sich nur drei Häuser an der Straße. | |
| Am Wildbach                   | 650                                    | Wildbach, Zufluss des Rinderbachs                                                        | 7. Apr. 1978        | Auf Wunsch der Anwohner wurde die Verbindung zwischen der Heiligenhauser Straße in Laupendahl und dem Hasselbeckweg auf der Laupendahler Höhe 1978 nach dem kleinen Bachlauf an der Straße, der in Laupendahl in den Rinderbach mündet, „Am Wildbach“ genannt. Zuvor hieß sie seit 1939 Im Siepen. | |
| Am Wollboden                  | 150                                    | Wollboden, Lagerfläche einer Spinnerei                                                   | 30. Aug. 2013       | In Anlehnung an die Lage an der Scheidtschen Kammgarnspinnerei, in der Nähe des Wollbodens, also der Lagerstätte, wurde das Neubaugebiet südlich der Ringstraße in der Kettwiger Mitte „Am Wollboden“ genannt, die Parallelstraße „Zur Kammgarnspinnerei“. Beide sind Stichstraßen zur Johann-Wilhelm-Scheidt-Straße. | |
| An der Nittlau                | 450                                    | Burg Luttelnau, auch genannt Burg Nittlau                                                | 3. Okt. 1950        | Die Burg Luttelnau war eine Motte im Osten Kettwigs, direkt an der Ruhr, von der heute nur noch die Ruine des Wohnturms, „Kattenturm“ genannt, übriggeblieben ist. Andere Namen für die Burg waren „Lüttelnau“ und „Nittlau“, nach letzterem ist die Straße benannt, die in der Nähe des Turms von der Schmachtenbergstraße nordostwärts bis zum Kettwiger Friedhof und Stadtwald führt. Bis 1950 war sie Teil der Schmachtenbergstraße. Siehe auch Am Kattenturm. | |
| An der Pierburg               | 800                                    | „Pierburg“, alter Kotten- und Familienname                                               | 1. Dez. 1950        | Der Name „Pierburg“ wird in der Form „Pyrenborgh“ schon 1528 genannt, 1790 wird ein Hof an der Grenze zu Schuir namens „Bierburg“ erwähnt. „Pier“ bedeutet Regenwurm, somit ist vermutlich ein Ackerland gemeint, das mit Regenwürmern durchsetzt ist. Merkwürdigerweise gibt es in der Nähe auch die Flurnamen „Meisenburg“ und „Finkenburg“. Das Handbuch „Essener Straßen“ vermutet einen Spaßvogel, der Fluren des Grenzlandes nach Burgen benannte, die es nie gegeben hat. Die Straße An der Pierburg zweigt südöstlich der Meisenburgstraße ab und führt zur Straße Pierburger Saum, wobei sie auf ganzer Länge die Grenze zu Schuir bildet. | |
| An der Seilerei               | 220                                    | Seilerei Zimmermann                                                                      | 7. Apr. 1978        | 1878 erwarb der Köln-Mülheimer Kaufmann Albert Zimmermann eine ausgebrannte Seilerei und errichtete eine neue, mechanische Seilerei. Der letzte Inhaber, Karl Zimmermann, starb 1973. Danach wurde die Seilerei stillgelegt. 1978 wurden in Anlehnung an die Lage der Straße an dieser Seilerei die Thalstraße, zusammengefasst mit dem Kaiser-Wilhelm-Platz, in „An der Seilerei“ umbenannt. Die Straße bildet eine Stichstraße zur Ruhrtalstraße. | |
| Arndtstraße                   | 140                                    | Ernst Moritz Arndt, 1769–1860, deutscher Historiker und Dichter                          | 7. Okt. 1930        | Ernst Moritz Arndt war ein bedeutender deutscher Historiker, Schriftsteller und Dichter sowie Abgeordneter auf der Frankfurter Nationalversammlung. Nach ihm wurde 1926 das evangelische Gemeindehaus „Ernst-Moritz-Arndt-Haus“ genannt, das an dieser Straße lag, die damals noch Gartenstraße hieß und daraufhin 1930, nach der Eingemeindung von Kettwig vor der Brücke, „Arndtstraße“ genannt wurde. Sie befindet sich zwischen Landsberger Straße und Volckmarstraße. | |
| Auer Höhe                     | 160                                    | „Auer Mörder“, Flurname                                                                  | 5. Apr. 1963        | Nach einem alten Flurnamen von 1821 wurde die Stichstraße zur „Schmachtenbergstraße“ in Höhe des Kettwiger Friedhofs „Auer Höhe“ genannt. | |
| Auf dem Eigen                 | 100                                    | „aufm Eigen“, Flurname                                                                   | 11. Okt. 1956       | Die Straße „Auf dem Eigen“ ist nach einem alten Flurnamen benannt. Sie verbindet „Icktener Straße“ und „Im Winkel“ in der Icktener Siedlung. | |
| Auf der Forst                 | 280                                    | „Auf der Forst“, Flurname                                                                | 11. Juni 1908       | Die Straße „Auf der Forst“ liegt zwischen „Schmachtenberg-“ und „Emil-Kemper-Straße“ im Kettwiger Osten. | |
| Auf der Rötsch                | 450                                    | „Auf der Rötsch“, Flurname                                                               | etwa 1934           | Die Straße „Auf der Rötsch“ bildet eine Stichstraße zur „Charlottenhofstraße“ auf der Laupendahler Höhe. Hier befindet sich die MediClin Fachklinik Rhein-Ruhr, eine Rehabilitationsklinik. | |
| August-Thyssen-Straße         | 2200 im Ortsteil                       | August Thyssen, 1842–1926, deutscher Unternehmer und Industrieller                       | 16. Mai 1922        | August Thyssen war ein Unternehmer und Industrieller, der die August Thyssen-Hütte begründete, einen der größten deutschen Montankonzerne. Anlässlich seines 80. Geburtstages wurde die Straße, die unterhalb seines damaligen Wohnsitzes Schloss Landsberg liegt, nach ihm benannt. Sie führt von der Kreuzung Ringstraße/Heiligenhauser Straße in Kettwig vor der Brücke nordwestwärts bis nach Saarn-Mintard, weshalb sie bis 1922 Mintarder Straße hieß. An ihr liegt neben Schloss Landsberg auch Schloss Hugenpoet. | Schloss Hugenpoet an der August-Thyssen-Straße                                                              |
| Bachstraße                    | 350                                    | Lage am Brederbach                                                                       | 17. Dez. 1884       | Früher verlief der Brederbach entlang dieser Straße und mündete hier in die Ruhr, daher trägt die Verbindung zwischen Promenadenweg am Ufer des Kettwiger Stausees und Ringstraße diesen Namen. | ehem. Textilfabrik Klein-Schlatter an der Bachstraße                                                        |
| Bauerschaft                   | 280                                    | „Bauerschaft“, ehem. Nummerierungsbezirk                                                 | 11. Dez. 1950       | Seit 1875 war „Bauerschaft“ ein Nummerierungsbezirk, wie „Ickten“ und „Umstand“, in dem die Häuser nach Errichtungsdatum nummeriert wurden. Als die Bebauung zunahm und diese Art der Nummerierung unübersichtlich wurde, hat man die Nummerierungsbezirke aufgelöst und in Straßen aufgeteilt. Lediglich ein kleines Stück des alten Nummerierungsbezirks Bauerschaft behielt zur Erinnerung seinen Namen, der 1950 offiziell zum Straßennamen wurde. Auf diesem Gelände zwischen Bach- und Güterstraße südlich der Kettwiger Altstadt befinden sich vornehmlich Einfamilienhäuser. | |
| Beetstraße                    | 110                                    | „Auf'm Beet“, Flurname                                                                   | vor 1880            | Die Beetstraße ist nach einem alten Flurnamen benannt, sie ist die Fortsetzung der Gartenstraße hinter der Corneliusstraße und führt bis zur Akademiestraße in der Kettwiger Mitte. | |
| Berchemer Weg                 | 290                                    | Berchem, Aufsitzer auf dem Hof Oberhinninghoven                                          | 25. März 1955       | Eigentlich müsste die Straße „Berchemweg“ heißen, denn sie führte entgegen ihrem Namen nicht zur alten Höfegruppe Berchemer Höfe am Springberg, sondern zum Hof Oberhinninghoven, der seit 1881 im Besitz der Familie Berchem war. Heute verbindet der Berchemer Weg Kemmannsweg und Heinrich-Berns-Straße in Hinninghofen im Osten Kettwigs. | |
| Bergstraße                    | 400                                    | steil bergan führende Straße                                                             | 16. Okt. 1889       | Die Bergstraße führt von der Hauptstraße in der Kettwiger Mitte steil bergan bis zum Hopmannplatz und zur Straße Am Bögelsknappen. | |
| Biesgenweg                    | 70                                     | Biesgen, Aufsitzer auf dem Hof Unterhinninghoven                                         | 17. Dez. 1974       | Der Hof Unterhinninghoven war von 1907 bis zu seiner Auflösung im Besitz der Familie Biesgen. Der Biesgenweg ist eine kleine Stichstraße zur Thiemannstraße. | |
| Brandgassenstiege             | 120                                    | „Brandgasse“, althergebrachter Straßenname                                               | 24. Dez. 2014       | Die Brandgassenstiege ist eine Treppe vom Münzenberger Platz zur Ruhr. Ihr Name kommt von der „Brandgasse“, einer alten Straße zur katholischen Kirche St. Peter, die im Protokoll des Stadtrats von 1847 erwähnt wird, als Julius Scheidt am Ende der Straße ein Tor errichten und dieses schließen wollte. Die Ratsherren lehnten dies ab, weil dadurch der Weg zur Heranschaffung von Ruhrwasser im Falle eines Brands versperrt war (woher sich der Name ableitet) und es außerdem einen Eingriff ins städtische Eigentum bedeutete. | |
| Brederbachstraße              | 350                                    | Brederbach, Zufluss der Ruhr                                                             | vor 1891            | Die Brederbachstraße ist die Fortsetzung der Rheinstraße hinter der Graf-Zeppelin-Straße in der Kettwiger Altstadt. Sie führt am Katholischen Friedhof St. Peter und Laurentius entlang bis zur Corneliusstraße, an ihr befindet sich die Realschule Kettwig. Somit liegt sie nahe dem ehemaligen Lauf des Brederbachs, der in Umstand entspringt und seinen Namen wohl vom Brederhof hat, der sich etwa an der Kreuzung Brederbach-/Graf-Zeppelin-Straße befand. | |
| Brederscheid                  | 400                                    | „Brederscheid“, alter Flurname                                                           | etwa 1936           | Die Straße Brederscheid liegt in Hinninghofen zwischen den Straßen Am Stadtwald, Kemmannsweg und Im Hinninghofen. | |
| Bürgermeister-Fiedler-Platz   | 70 × 30                                | Albert Fiedler, 1903–1976, Ratsherr und Bürgermeister von Kettwig                        | 26. Okt. 1979       | Albert Fiedler (SPD) war Schlossermeister, jahrelang Ratsherr und von 1964 bis 1974 Bürgermeister der Stadt Kettwig. Nach ihm wurde 1979 der Platz vor dem alten Rathaus Kettwig zwischen Schulstraße, Hauptstraße und Kringsgat benannt. | Kettwiger Rathaus und Bürgermeister-Fiedler-Platz                                                           |
| Carl-Schmitz-Weg              | 170 ohne Stichstraßen: 130             | Carl Schmitz, 1881–1944, Arzt und Holocaustopfer                                         | 10. Juli 2001       | Carl Schmitz war in Kettwig als Arzt tätig und wurde im KZ Auschwitz ermordet. Nach ihm wurde 2001 die Stichstraße zur Karl-Juch-Straße in der Icktener Siedlung benannt. | |
| Charlottenhofstraße           | 1700                                   | Charlottenhof, ehem. Villa und heute Jugendbildungsstätte des Bistums Essen              | 2. Okt. 1934        | Die Charlottenhofstraße führt von der Werdener Straße auf die Laupendahler Höhe, deren Hauptstraße sie ist, und wird in Isenbügel als Langenbügeler Straße fortgesetzt. Sie ist nach dem Charlottenhof benannt, der sich direkt nördlich der Straße befindet, und 1929 bis 1933 als Villa für Friedrich Flick, den Generaldirektor der Mitteldeutschen Stahlwerke errichtet, der das Haus nach seiner Frau Charlotte benannte. Weil diese aber nicht in dem Haus wohnen wollte, schenkte Flick den Charlottenhof dem Führer, der ihn dem Gau Essen der NSDAP übergab, die dort ein Müttererholungsheim errichtete. Während des 2. Weltkriegs diente der Charlottenhof als Lazarett, später als Basis der Organisation Todt. 1945 wurde er von der Militärregierung der Besatzung beschlagnahmt, 1950 an die Stadt Kettwig verkauft, von der er an das Erzbistum Köln überging. Anlässlich der Gründung des Bistums Essen schenkte Kardinal Frings das Haus als Exklave dem Ruhrbischof Franz Kardinal Hengsbach, der dort die Jugendbildungsstätte St. Altfrid einrichtete. 1977/78 wurde vor dem Charlottenhof auch die Kirche St. Altfrid errichtet. | Jugendbildungsstätte St. Altfrid an der Charlottenhofstraße · Kirche St. Altfrid an der Charlottenhofstraße |
| Corneliusstraße               | 750                                    | Peter von Cornelius, 1783–1867, deutscher Maler                                          | 4. Nov. 1902        | Peter von Cornelius war ein deutscher Maler und Hauptvertreter des Nazarener-Stils. Er stand in Beziehung zur Familie Scheidt aus Kettwig, deren verstorbene Tochter Adelheid er malte. Die Corneliusstraße führt von der Schulstraße in der Kettwiger Altstadt bis zur Graf-Zeppelin-Straße. Ihr wurde 1978 ein Teil der Essener Straße, bis 1889 Augustastraße, zugeordnet. | Corneliusstraße                                                                                             |
| Droste-Hülshoff-Weg           | 50                                     | Annette von Droste-Hülshoff, 1797–1848, deutsche Schriftstellerin                        | 20. Nov. 1973       | Der Droste-Hülshoff-Weg, benannt nach einer der bedeutendsten deutschen Dichterinnen, bildet eine kleine Stichstraße zur Thiemannstraße in Hinninghofen. Einige Straßen in der Umgebung sind nach Dichtern und Schriftstellern benannt. | |
| Eichendorffstraße             | 350                                    | Joseph von Eichendorff, 1788–1857, deutscher Schriftsteller                              | 7. Apr. 1978        | Die Eichendorffstraße, benannt nach dem bedeutenden deutschen Schriftsteller und Lyriker der Romantik, führt parallel zur Graf-Zeppelin-Straße vom Gellertweg zur Straße Hummelshagen. Einige Straßen in der Umgebung sind nach Dichtern und Schriftstellern benannt. Vor 1978 hieß sie Wiesenstraße. | |
| Emil-Kemper-Straße            | 400                                    | Wilhelm Emil Kemper, 1875–1945, Stadtverordneter und Beigeordneter                       | 4. Apr. 1946        | Emil Kemper kam gegen 1895 nach Kettwig, wurde Arbeiter, später Dreher und ab 1922 Leiter der Kettwiger Konsumgenossenschaft. 1908 gründete er den SPD-Ortsverein Kettwig, war von 1919 bis 1933 Stadtverordneter und mehrere Jahre lang ehrenamtlicher Beigeordneter. Von 1929 bis 1933 saß er zudem im Rheinischen Provinziallandtag. Zu seinen Ehren wurde die Verbindung zwischen Schmachtenberg- und Ruhrtalstraße im Kettwiger Osten Emil-Kemper-Straße genannt. Ursprünglich hieß sie von 1902 bis 1932 Feldstraße, danach bis 1945 Schlageterstraße, seit 1945 zunächst wieder Feldstraße, dann seit 1946 Emil-Kemper-Straße. | |
| Endepoet                      | 30                                     | Endepoet, alter Hof- und Familienname                                                    | 26. Sep. 1978       | Der Endepoet ist eine Stichstraße zur Hauptstraße in der Kettwiger Altstadt, benannt nach einem alten Hof, dessen letzte Besitzer Beckes hießen. 1617 vertrat Casper im Endepott die evangelische Gemeinde von Kettwig auf der Synode. | |
| Erftstraße                    | 260                                    | Erft, Zufluss des Rheins                                                                 | 6. Okt. 1970        | In Kettwig auf der Höhe heißt die Hauptstraße Rheinstraße, fast alle Nebenstraßen sind nach Zuflüssen des Rheins benannt, so auch die Erftstraße. | |
| Eva-Hollands-Weg              | 230                                    | Eva Hollands, 1925–1993, Politikerin                                                     | 3. Feb. 1998        | Eva Maria Hollands war Vorsitzende der CDU in Kettwig, seit 1984 Abgeordnete im Rat der Stadt Essen und engagierte sich im Bereich der Sozial- und Schulpolitik. Auch als Vorsitzende des Pfarrgemeinderats von St. Joseph in Kettwig vor der Brücke machte sie sich um ihren Heimatstadtteil verdient. Nach ihr wurde eine Stichstraße zur Landsberger Straße in Kettwig vor der Brücke benannt. | |
| Felkestraße                   | 110                                    | Emanuel Felke, 1856–1926, evangelischer Pastor und Naturheilkundler                      | 25. März 1955       | In Anlehnung an die Lage auf dem Gelände des ehemaligen Sanatoriums Jungborn wurde die Felkestraße zwischen Schmachtenbergstraße und Prälatenweg nach dem Naturheilkundler Erdmann Leopold Stephanus Emanuel Felke benannt. | |
| Ferdinand-Weerth-Straße       | 700                                    | Ferdinand Weerth, 1774–1836, Pastor in Kettwig und Schulreformer                         | 14. März 1978       | Ferdinand Weerth war Theologe und von 1796 bis 1805 Pastor in Kettwig. Später wurde er Generalsuperintendent und wurde besonders durch die Reform des Schulsystems im Land Lippe berühmt. Die nach ihm 1930 benannte Weerthstraße wurde 1978 in Ferdinand-Weerth-Straße umbenannt, sie liegt in Hinninghofen im Osten Kettwigs als Fortsetzung der Kirchfeldstraße hinter der Graf-Zeppelin-Straße und führt bis zur Thiemannstraße, hinter der sie Kemmannsweg heißt. | |
| Finkenweg                     | 120                                    | Finken, Vogelgattung                                                                     | 27. Okt. 1961       | Der Finkenweg liegt in der Icktener Siedlung zwischen Icktener Mark und Am Hammershöfchen. Ursprünglich war er mit mehreren anderen Straßen der Dietrich-Eckart-Siedlung zugeordnet, seit 1945 Icktener Siedlung. Seit 1952 hieß er Am Jommershönschen, bevor er 1961 den heutigen Namen erhielt. | |
| Freihofstraße                 | 150                                    | Freihof Montebruch                                                                       | etwa 1930           | Die Freihofstraße leitet ihren Namen vom schon 1568 als Freihof erwähnten Gut Montebruch ab, das sich in der Nähe der Straße befand, die zwischen Montebruch- und Werdener Straße in Kettwig vor der Brücke liegt. | |
| Freiligrathplatz              | 30 × 30                                | Ferdinand Freiligrath, 1810–1876, deutscher Lyriker und Dichter                          | 12. Okt. 1925       | Der Freiligrathplatz in der Kettwiger Altstadt (Kreuzung Freiligrath-/Schulstraße) ist nach dem bedeutenden deutschen Dichter benannt, dessen Vorfahren aus Kettwig stammten – Freiligraths Großvater war Färbermeister bei der Firma Scheidt, sein Vater Johann Wilhelm Freiligrath war Lehrer in Kettwig. Der Kettwiger Pastor Ferdinand Weerth war sein Taufpate. Oft besuchte der jugendliche Ferdinand Freiligrath Kettwig. | |
| Freiligrathstraße             | 350                                    | Ferdinand Freiligrath, 1810–1876, deutscher Lyriker und Dichter                          | 12. Okt. 1925       | Die Freiligrathstraße in der Kettwiger Altstadt ist nach dem bedeutenden deutschen Dichter benannt, dessen Vorfahren aus Kettwig stammten. Sie verbindet Kirchfeld- und Wilhelmstraße. Ein Teilstück hieß zwischen 1950 und 1978 Karlstraße. Siehe auch Freiligrathplatz. | |
| Fröbelweg                     | 70                                     | Friedrich Fröbel, 1782–1852, deutscher Pädagoge, Begründer des Kindergartens             | 7. Apr. 1978        | Der Fröbelweg ist eine kleine Stichstraße zur Schmachtenbergstraße im Osten Kettwigs. Er hieß bis 1978 Am Schiefenberg. | |
| Gartenstraße                  | 220                                    | führte früher durch Gartengelände                                                        | vor 1897            | Zur Zeit der Benennung führte die Gartenstraße nur durch reines Gartengelände. Heutzutage ist ihre Umgebung in der Kettwiger Mitte dicht besiedelt, sie liegt zwischen Haupt- und Corneliusstraße, hinter letzterer wird sie als Beetstraße fortgesetzt. | |
| Gellertweg                    | 400                                    | Christian Fürchtegott Gellert, 1715–1769, Dichter und Philosoph                          | 29. Nov. 1977       | Der Gellertweg liegt in Hinninghofen, im Osten Kettwigs, wo einige Straßen nach Schriftstellern benannt sind. Er führt von Im Hinninghofen bis zur Ferdinand-Weerth-Straße, hinter der er als Am Muhrenberg fortgesetzt wird. Bis 1977 trug er den Namen Goethestraße. | |
| Gerhart-Hauptmann-Straße      | 520                                    | Gerhart Hauptmann, 1862–1946, deutscher Dramatiker und Schriftsteller                    | 26. Jan. 1965       | Die Gerhart-Hauptmann-Straße liegt in Hinninghofen, im Osten Kettwigs, wo einige Straßen nach Schriftstellern benannt sind. Sie bildet eine ringförmige Stichstraße zur Schmachtenbergstraße. | |
| Görlitzer Straße              | 180                                    | Görlitz, Stadt in der Oberlausitz                                                        | 29. Nov. 1977       | Die Görlitzer Straße ist eine Stichstraße zur Volckmarstraße in Kettwig vor der Brücke. Ursprünglich hieß sie Breslauer Straße und sollte die erste von mehreren Straßen bilden, deren Namen sich auf die ehemaligen deutschen Ostgebiete bezogen, blieb aber die einzige. Nach der Eingemeindung wurde in Anlehnung an den alten Namen wieder eine ostdeutsche, schlesische Stadt Namenspatin der Straße. | |
| Gottfried-Herder-Straße       | 300                                    | Gottfried Herder, 1744–1803, deutscher Dichter und Philosoph                             | 27. Okt. 1961       | Die Gottfried-Herder-Straße liegt im Kettwiger Osten als Stichstraße zur Ferdinand-Weerth-Straße. Mehrere Straßen in der Umgebung sind nach Dichtern benannt. | |
| Graf-Zeppelin-Straße          | 1600                                   | Ferdinand Graf von Zeppelin, 1838–1917, General und Begründer des Starrluftschiffbaus    | 12. Dez. 1929       | Nach dem erstmaligen Überflug der Stadt Kettwig durch ein Luftschiff wurde ein Teil der Essener Straße 1889 Zeppelinstraße genannt, dem Grafen Zeppelin wurde dieser Beschluss mitgeteilt. 1929 wurde die Ausfallstraße in Richtung Norden Graf-Zeppelin-Straße genannt, 1977 verlängert, sodass sie heute von der Ringstraße südöstlich der Kettwiger Altstadt zentral durch den Stadtteil nordwärts bis zur Kreuzung Mendener Straße/Im Teelbruch bei Umstand führt, hinter der sie als Meisenburgstraße nach Schuir und Bredeney führt. | |
| Grüner Weg                    | 120                                    | Lage am Foerstschen Park                                                                 | 28. Feb. 1947       | Nach der Lage am ehemaligen Foerstschen Park wurde der ehemalige Richthofenweg zwischen Graf-Zeppelin-Straße und Ringstraße 1947 „Grüner Weg“ genannt. | |
| Güterstraße                   | 300                                    | Lage an der Güter-Entladestelle                                                          | 16. Okt. 1889       | Die Güterstraße führt von der Ruhrtalstraße in Richtung Ruhr, Bauerschaft und Am Kettwiger Ruhrbogen. Hier befand sich früher die Güter-Entladestelle. | |
| Gustavstraße                  | 300                                    | Gustav Hellmann, Hausbesitzer                                                            | 4. Nov. 1897        | Die Gustavstraße führt von der Hauptstraße um die Ecke zur Wilhelmstraße. Das erste Haus an dieser Straße errichtete der Fabrikmeister Gustav Hellmann, weshalb sie seinen Vornamen trägt. Zwischen Gustavstraße und Graf-Zeppelin-Straße liegt der Standort Mitte der Schule an der Ruhr (ehemalige Erich-Kästner-Grundschule). | |
| Hafkesdell                    | 350                                    | Hafkesdell, altes Bauerngut                                                              | 6. Okt. 1970        | Das Behandigungsgut Hafkesdell gehörte zur Abtei Werden, zuletzt waren Wilhelm Röttgen genannt Hafkesdell und Helena Zillessen damit behandigt. Ersterer löste die auf dem Hof ruhenden fiskalischen Lasten ab und wurde 1846 uneingeschränkter Eigentümer. Die Straße Hafkesdell befindet sich in Umstand zwischen Im Teelbruch und Rheinstraße. | |
| Hasselbeckweg                 | 100                                    | Honschaft Hasselbeck, ehemalige Gemeinde                                                 | 26. Okt. 1979       | Der Hasselbeckweg war früher Teil der Straße Laupendahler Siedlung (1936 bis 1945: Hermann-Göring-Siedlung) und liegt auf der Laupendahler Höhe zwischen Am Wildbach und Laupendahler Höhe. Das Gebiet rund um Laupendahl und Kettwig vor der Brücke bildete bis 1930 mit Mintard das Amt Mintard, das in Vor der Brücke saß. Nach dessen Auflösung wurden Laupendahl, Mintard und Vor der Brücke nach Kettwig eingemeindet, Schwarzbach hingegen in die Landgemeinde Hasselbeck. Nach dieser ist der kleine Weg benannt. | |
| Hauptstraße                   | 1400                                   | ehemals bedeutendste Straße                                                              | 26. Apr. 1945       | Seit jeher war die Hauptstraße die bedeutendste Straße in Kettwig, sie lag im Zuge der Chaussee von Werden nach Mülheim. Noch heute ist sie das Zentrum der Altstadt, sie führt als Verlängerung der Ruhrtalstraße westlich der Graf-Zeppelin-Straße bis zum nördlichen Ende der Kettwiger Mitte, wo sie als Am Wetzelsberg fortgesetzt wird. Hier befinden sich der Bürgermeister-Fiedler-Platz mit dem Kettwiger Rathaus, der Martin-Luther-Platz mit der Marktkirche, der Münzenbergerplatz mit der St.-Peter-Kirche sowie das Theodor-Heuss-Gymnasium. Schon vor 1821 wurde die Straße Hauptstraße genannt, seit 1871 Bismarckstraße, seit 1876 teilweise Bahnhofstraße, seit 1934 Adolf-Hitler-Straße, seit 1945 wieder Hauptstraße. Der andere Teil der Straße hieß zunächst ab 1946 Mozartstraße, seit 1948 Bismarckstraße, seit 1970 Hauptstraße. | |
| Hegelstraße                   | 300                                    | Georg Wilhelm Friedrich Hegel, 1770–1831, deutscher Philosoph                            | 5. Apr. 1963        | Die Hegelstraße liegt südlich der Icktener Siedlung als Stichstraße zur Icktener Straße. Mehrere Straßen in der Umgebung sind nach Philosophen benannt. | |
| Heiligenhauser Straße         | 650                                    | Heiligenhaus, Nachbarstadt im Kreis Mettmann                                             | vor 1930            | Die Heiligenhauser Straße führt von der Kreuzung August-Thyssen-/Ringstraße in Kettwig vor der Brücke durch Laupendahl nach Heiligenhaus und ist daher nach der Stadt benannt. In Heiligenhaus wird sie als Ruhrstraße fortgesetzt. | Kath. Kirche St. Joseph an der Heiligenhauser Straße                                                        |
| Heinrich-Berns-Straße         | 400                                    | Heinrich Berns, 1900–1955, Journalist und Bürgermeister von Kettwig                      | 26. Jan. 1965       | Der Journalist Heinrich Berns war von 1948 bis 1952 Bürgermeister in Kettwig. Nach ihm wurde daher 1965 Heinrich-Berns-Straße, die bogenförmig an der Thiemannstraße in Hinninghofen liegt, benannt. | |
| Heinrich-Heine-Straße         | 180                                    | Heinrich Heine, 1797–1856, deutscher Dichter und Schriftsteller                          | 4. Apr. 1946        | Die Heinrich-Heine-Straße verbindet Am Bilstein und Zur Kanzel im Kettwiger Osten. Sie hieß bis 1946 Ludendorffstraße, seitdem ist sie wie mehrere Straßen in der Umgebung nach einem bedeutenden deutschen Schriftsteller benannt. | |
| Heistershecken                | 1000                                   | Schlagbaum am „Heisters“                                                                 | 11. Dez. 1950       | Aus dem Flurnamen „Im Heisters“ und dem dort befindlichen Schlagbaum („Heck“) entstand der Name „Heistershecken“. Die Straße führt vom Rombecker Weg durch die Höfegruppe Rombeck nordwärts zur Höfegruppe Berchem, wo sie am Springberg endet. | |
| Herkendell                    | 60                                     | Herkendell, alter Kotten                                                                 | 11. Dez. 1950       | Der Name Herkendell wird schon 1633 im Kettwiger Markenbuch genannt, er bezeichnete einen Kotten, der zum Haus Staade in Ickten gehörte. Dieser wurde erst 1951 aufgegeben. Die heutige Icktener Straße hieß früher Herkendells Weg. Bei der heutigen Straße Herkendell hingegen handelt es sich um eine kurze Stichstraße zur Icktener Straße. | |
| Hexenbergweg                  | 100                                    | althergebrachter Name                                                                    | überliefert         | Der Hexenbergweg ist eine Fußgängerverbindung zwischen Bürgermeister-Fiedler-Platz und Ruhrstraße. Sein Name ist von alters her überliefert und dessen Bedeutung heute unbekannt. Keine Häuser befinden sich an der Straße, lediglich der „Hexenbergspielplatz“. | |
| Höseler Weg                   | 850                                    | Hösel, Stadtteil von Ratingen                                                            | etwa 1934           | Der Höseler Weg beginnt an der Heiligenhauser Straße in Laupendahl und führt westwärts. In Ratingen wird er als Kettwiger Straße fortgesetzt und führt bis nach Hösel, weshalb er seinen Namen trägt. An ihm befindet sich der kleine Katholische Friedhof Kettwig vor der Brücke. | |
| Hopmannplatz                  | 40 × 20                                | Andreas Hopmann, 1870–1943, Bürgermeister von Kettwig                                    | 26. Apr. 1945       | Andreas Hopmann war von 1917 bis 1931 Bürgermeister von Kettwig. Der Ausbau der Siedlung am Bögelsknappen wurde von ihm sehr gefördert, weshalb der zentrale Platz der Siedlung an der Bergstraße seinen Namen erhielt. Schon vor 1927 an hieß er Bürgermeister-Hopmann-Platz, wurde unter der NS-Diktatur allerdings in Horst-Wessel-Platz umbenannt, bevor er den heutigen Namen erhielt. | |
| Hummelshagen                  | 1310 (alle Straßenabschnitte zusammen) | „Hummelshagen“, alter Flurname                                                           | 28. Jan. 1930       | Der Hummelshagen ist eine verzweigte Siedlung zwischen Unterlehberg, Rehfußhang, Am Muhrenberg und Eichendorffstraße im Kettwiger Osten, zwischen Auf der Höhe und Hinninghofen. | |
| Icktener Mark                 | 100                                    | „Icktener Mark“, gemeinschaftl. Waldbesitz der Icktener Bauern                           | 11. Okt. 1956       | Nach der Lage an der Icktener Mark wurde die kleine Verbindung zwischen Im Winkel und Icktener Straße benannt. | |
| Icktener Straße               | 1100                                   | Ickten, Ortsteil von Kettwig und Mülheim                                                 | 5. Sep. 1952        | Ickten ist ein Ortsteil, der zwischen Kettwig und Mülheim-Menden-Holthausen geteilt ist. Sein südlicher, Kettwiger Teil bildet die Icktener Siedlung, in der auch die Icktener Straße liegt, die sie vom Schnellenkampweg an der Stadtgrenze an bis zur Mendener Straße durchquert. Sie war bis 1952 der Icktener Siedlung zugeordnet, bis 1945 Dietrich-Eckart-Siedlung. | |
| Im Blumenfeld                 | 170                                    | Blumenfeld der Gärtnerei Hermey                                                          | 30. Sep. 1963       | Vor der Bebauung befand sich hier das Blumenfeld der Gärtnerei Hermey. Die Straße führt bogenförmig von der Kirchfeld- zur Strängerstraße. | |
| Im Hattigsfeld                | 290                                    | „Hattigsfeld“, Flurname                                                                  | 11. Dez. 1950       | Wohl von einem alten Hof „am Hattig“ leitet sich der Flurname ab, der heute die Straße südlich der Mendener Straße bei Ickten bezeichnet. | |
| Im Hinninghofen               | 500                                    | „Hinninghofen“, Flurname                                                                 | 28. Jan. 1930       | Die Straße Im Hinninghofen liegt im Osten Kettwigs, zwischen Schmachtenbergstraße und Am Stadtwald. Während sie sich wie der alte Flurname mit „f“ schreibt, werden die gleichnamigen Höfe Ober-, Mittel- und Unterhinninghoven genannt. | |
| Im Kimpel                     | 130                                    | Kimpel, alter Bauernhof                                                                  | etwa 1926           | Der Hof Kimpel lag in der Nähe des Bilsteins und gehörte der Abtei Werden. Es wurde Mitte des 15. Jahrhunderts mit dem Kettwiger Weinberg einem Rütger Hüls in Erbpacht gegeben. Die Straße Im Kimpel ist eine kurze Verbindung zwischen Am Bilstein und Prälatenweg, parallel zur Straße Kettwiger Weinberg. | |
| Im Sonnenschein               | 350                                    | „In dem Sonnenschein“, Flurbezeichnung                                                   | 11. Dez. 1950       | Der Name „In dem Sonnenschein“ ist schon 1685 bezeugt, als der Bauer Rombeck darüber klagt, das man aus diesem seinen Busch Holz entwendet habe. Später ging der Flurname auch auf eine Gaststätte über. Die heutige Straße Im Sonnenschein ist eine kurze Stichstraße zur Schmachtenbergstraße an der Grenze zu Schuir. | |
| Im Teelbruch                  | 1200 mit Stichstraßen 2500             | „Im Teelbruch“, alte Lagebezeichnung                                                     | 29. Nov. 1977       | Im Teelbruch ist die Hauptachse der alten Bauerschaft Umstand und die Hauptstraße des gleichnamigen Gewerbegebiets. Sie führt bogenförmig von der Meisenburgstraße weg und wieder zu dieser zurück, westlich wird sie als Mendener Straße fortgesetzt. Bis 1977 hießen die ihr zugeordneten Seitenstraßen Boschstraße, Daimlerstraße, Dieselstraße, Gutenbergstraße, Röntgenstraße und Siemensstraße, die Hauptstraße trug den Namen Am Teelbruck. | |
| Im Winkel                     | 400                                    | „Im Winkel“, Flurname                                                                    | 5. Sep. 1952        | Die Straße Im Winkel liegt in der Icktener Siedlung. Sie führt von der Karl-Juch-Straße bis zu Am Hammershöfchen. | |
| Jagstweg                      | 150                                    | Jagst, Nebenfluss des Neckars                                                            | 23. Mai 1980        | In Kettwig auf der Höhe heißt die Hauptstraße Rheinstraße, alle Nebenstraßen sind nach Zuflüssen des Rheins benannt. Der Jagstweg zweigt von der Neckarstraße ab, weshalb ein Nebenfluss des Neckars Namenspate wurde. | |
| Johann-Wilhelm-Scheidt-Straße | 110                                    | Johann Wilhelm Scheidt, 1773–1848, Tuchfabrikant und Kaufmann                            | 30. Aug. 2013       | Johann Wilhelm Scheidt wurde 1773 in Duisburg geboren, 1797 eröffnete er an der Kirchfeldstraße in Kettwig eine Manufaktur mit einer neuartigen Spinnmaschine, auf der ein einziger Arbeiter viele Dutzend Vorgarnfäden produzieren konnte. 1837 eröffnete er am Ruhrufer die Scheidtsche Tuchfabrik, die Dampfkraft nutze, und 1902, lange nach seinem Tod auch Wasserkraft. Die nach ihm benannte Johann-Wilhelm-Scheidt-Straße befindet sich auf dem ehemaligen Gelände der Scheidtschen Tuchfabrik, als Stichstraße zur Ringstraße. Auch zwei Seitenstraßen sind in Bezug zur Tuchfabrik benannt (Am Wollboden, Zur Kammgarnspinnerei). | |
| Jungbornweg                   | 140                                    | Naturheilanstalt Kettwiger Jungborn                                                      | 21. Okt. 1958       | Der Jungbornweg ist eine Stichstraße zur Schmachtenbergstraße im Kettwiger Osten. Um etwa 1900 gründete Wilhelm Zähres hier die Naturheilanstalt Kettwiger Jungborn. Er war ein Schüler des Pastors und Naturheilkundler Emanuel Felke, nach dem die benachbarte Felkestraße benannt ist. | |
| Kaienburgsweg                 | 170                                    | Kaienburg, Aufsitzer auf dem Hof Hattig                                                  | 20. Nov. 1970       | Der Hof Hattig gehörte ursprünglich zur Hälfte der Abtei Werden und zur Hälfte der Familie Hattig. Um 1825 wurde der Hof aufgeteilt, 1835 ging eine Hälfte an Ferdinand Frische, von diesem 1871 an Heinrich Pott, ab 1949 an die Familie Stöters. Der andere Teil gehörte zunächst weiterhin Georg Hattig, später Wilhelm Roßkothen, seit 1878 der Familie Kaienburg aus Haarzopf. Nach dieser wurde der Kaienburgsweg südlich der Icktener Siedlung, eine Stichstraße zur Icktener Straße, benannt. | |
| Kaiserstraße                  | 170                                    | alter Name mit Bezug zu den römisch-deutschen Kaisern                                    | um 1872             | Die Kaiserstraße ist eine Gasse in der Kettwiger Altstadt zwischen Haupt- und Corneliusstraße. Es heißt, im Mittelalter sei ein deutscher Kaiser in Kettwig gewesen und auch durch die Kaiserstraße gekommen. Der uralte Name „Kaisergasse“ wurde um 1872 in „Kaiserstraße“ geändert, 1930 aus historischen Gründen für eine kurze Zeit wiederhergestellt, nach Protesten der Anwohner aber wieder zurückgenommen. | Kaiserstraße                                                                                                |
| Kantstraße                    | 350                                    | Immanuel Kant, 1724–1804, deutscher Philosoph                                            | 29. Okt. 1959       | Die Kantstraße liegt südlich der Icktener Siedlung als Stichstraße zur Icktener Straße. Mehrere Straßen in der Umgebung sind nach Philosophen benannt. | |
| Karl-Juch-Straße              | 130                                    | Karl Juch, 1911–1994, Kettwiger Künstler und Lehrer                                      | 10. Juli 2001       | Karl Juch war fast 30 Jahre lang Lehrer am Theodor-Heuss-Gymnasium in Kettwig und zudem ein stadtweit bekannter Künstler. Er hat in Leipzig, Königsberg und Berlin Kunst und Theologie studiert und starb 1994 in Locarno in der Schweiz. Die nach ihm benannte Straße liegt in der Icktener Siedlung zwischen Icktener Straße und Im Winkel. | |
| Karlsbader Weg                | 70                                     | Karlsbad, tschechische Stadt                                                             | 5. Sep. 1952        | Der Karlsbader Weg ist eine kleine Stichstraße zur Akademiestraße in der Kettwiger Mitte. Er ist auf Anregung der Firma Johann Becher OHG, die 1807 in Karlsbad gegründet wurde und sich nach dem Zweiten Weltkrieg in Kettwig niederließ, nach dem böhmischen Mineralbad benannt worden. | |
| Karrenbergsfeld               | 170                                    | Hermann Karrenberg, Aufsitzer auf dem Hof „In der Horst“                                 | etwa 1955           | Der Name stammt von einer mündlich geläufigen Lagebezeichnung ab, die auf den ehemaligen Hofbesitzer Hermann Karrenberg aus Hösel Bezug nimmt, der im 19. Jahrhundert auf dem benachbarten Hof „In der Horst“ aufsaß. Die Straße Karrenbergsfeld liegt als Stichstraße zur Volckmarstraße in Kettwig vor der Brücke. Das große benachbarte Ackerstück trägt ebenfalls noch den Namen „Karrenbergs Feld“. | |
| Kemmannsweg                   | 700                                    | Kemmann, alter Hof                                                                       | 11. Dez. 1950       | Der Hof Kemmann wurde 1928 von der Stadt Kettwig erworben und sein Gelände bebaut. Früher gehörte er den Landwirten Mittel- und Oberhinninghoven, deren Namen er auch trug, erst seit 1892 dem Bauern Wilhelm Kemmann. Der Kemmannsweg führt nahe dem alten Hof als Verlängerung der Friedrich-Weerth-Straße von der Thiemann- zur Schmachtenbergstraße im Osten Kettwigs. | |
| Kettwiger Weinberg            | 120                                    | ehem. abteilicher Weinberg                                                               | 29. Nov. 1977       | Der Kettwiger Weinberg verbindet Prälatenweg und Am Bilstein. Früher befand sich hier ein Weinberg, der der Abtei Werden gehörte. | |
| Kirchfeldstraße               | 500                                    | „Kirchfeld“, alter Flurname                                                              | vor 1875            | Die Kirchfeldstraße führt durch die ehemalige Flur „Kirchfeld“, die etwa 50 Morgen groß war und schon 1483 unter dem Namen „Kerchveld“ erwähnt wird, von der Hauptstraße in der Kettwiger Mitte bis zur Graf-Zeppelin-Straße, hinter der sie als Ferdinand-Weerth-Straße fortgeführt wird. Hier steht das „Scheidt im Kirchfeld“ oder „Kaiserhof“ genannte Patrizierhaus von 1799/1800. | |
| Kirchtreppe                   | 40                                     | Marktkirche Kettwig                                                                      | vor 1821            | Die Kirchtreppe ist eine bereits 1666 belegte steile Treppe zwischen Ruhrstraße und Martin-Luther-Platz mit evangelischer Kirche. In ihrer heutigen Form existiert sie seit Mitte des vorigen Jahrhunderts. | Kirchtreppe                                                                                                 |
| Klipperweg                    | 290                                    | „Hundsklippe“, alte Lagebezeichnung                                                      | 2. Okt. 1934        | Der Klipperweg liegt in Laupendahl und beginnt an der Straße Am Wildbach. Dort endet er nach wenigen Metern als Sackgasse und führt dann als Fußweg weiter nordostwärts bis zur Charlottenhofstraße. | |
| Kocherstraße                  | 150                                    | Kocher, Nebenfluss des Neckars                                                           | 23. Mai 1980        | Wie viele Straßen in Kettwig auf der Höhe ist auch die Kocherstraße nach einem Fluss benannt. Da sie eine Stichstraße zur Neckarstraße darstellt, wurde ein Nebenfluss des Neckars als Namenspate gewählt. | |
| Kringsgat                     | 140                                    | Krings, ansässige Familie                                                                | 4. Apr. 1978        | Ursprünglich hieß diese kleine Straße in der Kettwiger Altstadt, die Schul- und Wilhelmstraße verbindet, Neustraße. Die kleine Verbindungsgasse zur Hauptstraße trug damals den Namen „Kringsgat“, dessen zweiter Bestandteil „Gasse“ bedeutet, und dessen erster Bestandteil auf eine Familie Krings zurückgeht, die ein Grundstück an der Ecke Neustraße besaß. 1978 wurde der volkstümliche Name „Kringsgat“ auf die Neustraße übernommen. | |
| Krummacherstraße              | 200                                    | Friedrich Adolph Krummacher, 1767–1845, Theologe und Prediger in Kettwig, Schriftsteller | 4. Nov. 1897        | Dr. Krummacher war von 1807 bis 1812 Prediger der evangelischen Gemeinde in Kettwig, bevor er als Generalsuperintendent nach Bernburg wechselte. Ab 1824 war er Pastor in Bremen. Er war außerdem als religiöser Schriftsteller bekannt. Die nach ihm benannte Straße führt von der Wilhelm- zur Kirchfeldstraße. Hier befindet sich die evangelische Freikirche Kettwig. | |
| Laddringsweg                  | 120                                    | Laddraint, ansässige Familie                                                             | 2. Dez. 1955        | Seit 1881 besaß die Familie Laddraint auf dem Gelände des Laddringswegs einen Obsthof. Aus ihrem französischen Namen wurde mundartlich „Laddring“. Der Laddringsweg ist eine Stichstraße zu Im Hinninghofen. | |
| Lahnstraße                    | 150                                    | Lahn, Nebenfluss des Rheins                                                              | 6. Okt. 1970        | Wie viele Straßen in Kettwig auf der Höhe ist auch die Lahnstraße nach einem Fluss benannt. Sie ist eine Stichstraße zum Oberlehberg. | |
| Landsberger Straße            | 1000                                   | Schloss Landsberg                                                                        | 7. Okt. 1930        | Die Landsberger Straße, vor 1930 Wilhelmstraße, führt vom Mintarder Weg in Kettwig vor der Brücke zur August-Thyssen-Straße, direkt zum Schloss Landsberg, das unmittelbar außerhalb der Kettwiger Grenze auf Ratinger Gebiet liegt. Das Schloss entstand auf einer Burg, die Graf Adolf VI. 1276 anlegen ließ. 1903 wurde es durch August Thyssen erworben, der es zu einem Herrensitz umgestaltete und hier begraben wurde. Seit 1926 ist es im Besitz einer Stiftung der Familie Thyssen, wurde lange Zeit als Freizeitheim des Evangelischen Stadtkirchenverbands genutzt und dient heute als Tagungshotel der Thyssenkrupp AG. | Landsberger Straße                                                                                          |
| Laupendahler Höhe             | 650 mit Stichstraßen: 1150             | Laupendahl, Ortsteil von Kettwig                                                         | etwa 1940           | Die Laupendahler Höhe durchquert die Laupendahler Siedlung (auch „Laupendahler Höhe“ genannt) auf einer Anhöhe östlich von Kettwig vor der Brücke. Sie beginnt und endet an der Durchgangsstraße Charlottenhofstraße (Kreisstraße 4). Ihr Name rührt von der ehemaligen Gemeinde Laupendahl her, die unter anderem Kettwig vor der Brücke und das Gebiet der heutigen Laupendahler Siedlung, daneben kleinere Teile im heutigen Ratingen und Heiligenhaus umfasste. Sie kam 1930 größtenteils zur damals selbstständigen Stadt Kettwig. | |
| Laupendahler Landstraße       | 1100 im Stadtteil                      | Laupendahl, Ortsteil von Kettwig                                                         | 10. Mai 1898        | Die Laupendahler Landstraße, ursprünglich Laupendahlerstraße, führt aus Werden durch Heidhausen bis nach Kettwig, in die ehemalige Gemeinde Laupendahl, und ist daher nach diesem Ortsteil benannt. Sie wird in Kettwig nur ein kurzes Stück fortgeführt und heißt ab Schloss Oefte Werdener Straße. Laupendahl umfasste unter anderem Kettwig vor der Brücke und das Gebiet der heutigen Laupendahler Siedlung, daneben kleinere Teile im heutigen Ratingen und Heiligenhaus, bevor die Gemeinde 1930 größtenteils zur damals selbstständigen Gemeinde Kettwig kam. Die Straße wurde 1862 durch eine Initiative des Kommerzienrates Forstmann durch die Stadt Werden und den Grafen von der Schulenburg, Besitzer des Hauses Oefte und damit des Geländes auf Kettwiger Seite, erbaut. Bis dahin befand sich hier lediglich ein schmaler Weg. Ursprünglich gehörten die daran gelegenen Häuser zum noch heute existenten Nummerierungsbezirk Oefte. | |
| Lauterweg                     | 230                                    | Lauter, Nebenfluss des Rheins                                                            | 30. Nov. 1976       | Wie viele Straßen in Kettwig auf der Höhe ist auch der Lauterweg nach einem Fluss benannt. Da er eine Stichstraße zur Rheinstraße darstellt, wurde ein Nebenfluss des Rheins als Namenspate gewählt. | |
| Leibnizstraße                 | 160 mit Stichstraßen: 510              | Gottfried Wilhelm Leibniz, 1646–1716, deutscher Philosoph und Universalgelehrter         | 16. Mai 1902        | Die Leibnizstraße liegt südlich der Icktener Siedlung als Stichstraße zur Kantstraße. Mehrere Straßen in der Umgebung sind nach Philosophen benannt. | |
| Lessingstraße                 | 150                                    | Gotthold Ephraim Lessing, 1729–1781, deutscher Dichter                                   | 29. Nov. 1949       | Die Lessingstraße liegt im Kettwiger Osten zwischen Thiemann- und Ferdinand-Weerth-Straße. Mehrere Straßen in der Umgebung sind nach Dichtern benannt. | |
| Liedtkeweg                    | 100                                    | Emil Liedtke, 1860–1936, Gemeindevorsteher                                               | 28. Aug. 1979       | Der Liedtkeweg, eine kurze Stichstraße zur Laupendahler Höhe, ist nach dem Gastwirt Emil Liedtke benannt, der sich als Erster Beigeordneter sowie Gemeindevorsteher für die Bürgermeisterei Mintard einsetzte, zu der neben dem heutigen Mintard auch Kettwig vor der Brücke und Laupendahl zählten. Mintard wurde 1930 in die damals selbstständige Stadt Kettwig eingemeindet, 1975 allerdings nicht zusammen mit Kettwig Teil von Essen, sondern bildet seitdem den südlichsten Ortsteil des Mülheimer Stadtteils Saarn. | |
| Mainstraße                    | 250                                    | Main, Nebenfluss des Rheins                                                              | 6. Okt. 1970        | Die Mainstraße liegt in Kettwig auf der Höhe, wo alle Straßen nach Flüssen benannt sind. Sie zweigt von der Rheinstraße ab und führt bis zur Neckarstraße und ist daher nach einem Nebenfluss des Rheins benannt. | |
| Martin-Luther-Platz           | 40 × 20                                | Martin Luther, 1483–1546, deutscher Reformator                                           | 7. Nov. 1933        | Der Martin-Luther-Platz ist der Platz vor der evangelischen Marktkirche an der Hauptstraße. Er wurde anlässlich des 400-jährigen Reformationsjubiläums 1933 nach Martin Luther benannt, zuvor hieß er einfach Kirchplatz. | Martin-Luther-Platz mit Marktkirche                                                                         |
| Meisenburgstraße              | 2100 im Stadtteil                      | Meisenburg, Flur- und Familienname                                                       | 14. Juli 1978       | 1825 verpachtete die Domänenverwaltung ein Ackerstück an den Wirt Wilhelm Meisenburg in Schuir. Nach diesem Flur- und Familiennamen wurde die Hauptstraße des Nachbarstadtteils 1915 Meisenburgstraße genannt. Nach der Eingemeindung Kettwigs 1978 wurde sie mit der Essener Straße in Kettwig zusammengefasst. Die heutige Meisenburgstraße beginnt in Bredeney, durchquert Schuir und führt durch die Kettwiger Ortslagen Umstand und Rombeck, bis sie an der Mendener Straße endet, hinter der sie als Graf-Zeppelin-Straße weiterführt. Der gesamte Straßenverlauf ist Teil der Landesstraße 441, die Schuir und Kettwig durchquert. | |
| Meistersweg                   | 80                                     | Bezug zur ehem. Dorfschule                                                               | vor 1821            | Der Name Meistersweg ist einer der ältesten in Kettwig. Er erinnert an die ehemalige Dorfschule am Ende der Straße, deren Lehrer man damals „Meister“ nannte (ein Gelände, das früher einem Kettwiger Lehrer gehörte, wird 1823 auch als „Meistersland“ bezeichnet). Der Meistersweg ist eine kurze Verbindung zwischen Ruhr- und Hauptstraße. | |
| Mendener Straße               | 1600 im Stadtteil                      | Menden, Stadtteil von Mülheim                                                            | 14. März 1978       | Die Mendener Straße führt von der Graf-Zeppelin-/Meisenburgstraße in den Mülheimer Stadtteil Menden, nach dem sie benannt ist. Vor 1978 trug sie den Namen Mülheimer Straße. | |
| Mintarder Weg                 | 2200 mit Stichstraßen: 2400            | Mintard, Ortsteil von Mülheim-Saarn                                                      | 29. Nov. 1977       | Der Mintarder Weg führt von Kettwig vor der Brücke nah am Ruhrufer entlang bis in den Mülheimer Ortsteil Mintard. Mintard war seit 1806 eine eigenständige Bürgermeisterei, die die Gemeinden Laupendahl (mit Kettwig vor der Brücke), Breitscheid-Selbeck und Mintard selbst umfasste. Der größte Teil der Gemeinden Laupendahl und Mintard wurde 1930 Teil der damals selbstständigen Stadt Kettwig. Bei der Eingemeindung Kettwigs in die Stadt Essen 1975 wurde Mintard allerdings abgetrennt und ist seitdem südlichster Ortsteil Mülheims. Der Mintarder Weg hieß ursprünglich Durch die Aue, diesen Namen trägt seine Fortsetzung in Mintard heute noch. Vor 1930 erhielt die Straße den Namen Friedrichstraße, den sie bis 1977 trug. Am Mintarder Weg liegt die Grundschule „Schule an der Ruhr“. | |
| Montebruchstraße              | 270                                    | Montebruch, ehem. Bauerngut                                                              | vor 1930            | Die Montebruchstraße führt in Kettwig vor der Brücke von der Ring- zur Freihofstraße. Sie ist nach einem alten Lehngut der Abtei Werden benannt. | |
| Moselstraße                   | 230                                    | Mosel, Nebenfluss des Rheins                                                             | 6. Okt. 1970        | Die Moselstraße liegt in Kettwig auf der Höhe, wo alle Straßen nach Flüssen benannt sind. Sie zweigt von der Rheinstraße ab und ist daher nach einem Nebenfluss des Rheins benannt. | |
| Mühlendycksweg                | 460 (alle Straßenabschnitte zusammen)  | Mühlendyck, ansässige Familie                                                            | 6. Okt. 1970        | Der Mühlendycksweg besteht aus mehreren, zueinander parallelen Straßen zwischen Oberlehberg und Neckarstraße in Kettwig auf der Höhe. | |
| Münzenbergerplatz             | 90 + 20 × 20                           | Ernst Franz August Münzenberger, 1833–1890, kath. Priester                               | 2. Nov. 1926        | Der Münzenbergerplatz ist der Platz an der Ruhrstraße vor der katholischen Kirche St. Peter, an der Ernst Münzenberger von 1856 bis 1860 Kaplan war. Später war er Stadtpfarrer von Frankfurt, Domkapitular in Limburg sowie Geistlicher Rat. Auch als Kunst- und Kulturhistoriker war er bekannt. Zum Münzenbergerplatz zählt auch die Stichstraße zur Hauptstraße hinter Kirche und Altenheim. | Münzenbergerplatz mit St.-Peter-Kirche                                                                      |
| Nahestraße                    | 150                                    | Nahe, Nebenfluss des Rheins                                                              | 6. Okt. 1970        | Die Nahestraße liegt in Kettwig auf der Höhe, wo alle Straßen nach Flüssen benannt sind. Sie zweigt von der Rheinstraße ab und ist daher nach einem Nebenfluss des Rheins benannt. | |
| Neckarstraße                  | 700                                    | Neckar, Nebenfluss des Rheins                                                            | 6. Okt. 1970        | Die Neckarstraße liegt in Kettwig auf der Höhe, wo alle Straßen nach Flüssen benannt sind. Sie zweigt von der Rheinstraße ab und ist daher nach einem Nebenfluss des Rheins benannt. Zwei ihrer Seitenstraßen sind nach Nebenflüssen des Neckars benannt. | |
| Oberlehberg                   | 1000                                   | „Oberlehberg“, ehem. Kotten                                                              | 29. Jan. 1977       | Der Kotten Oberlehberg wird schon Anfang des 17. Jahrhunderts erwähnt. Die nach ihm benannte Straße bildete bis 1977 gemeinsam mit Teilen der Rheinstraße und dem Unterlehberg die Alte Straße und liegt in Kettwig auf der Höhe, sie zweigt von der Rheinstraße nordostwärts ab und endet an der Straße An der Pierburg im kleinen Weiler Pierburg. | |
| Oefte                         | 5700 (alle Straßenabschnitte zusammen) | Schloss Oefte                                                                            | etwa 850            | Der Name des Schlosses und der dazugehörenden Herrlichkeit Oefte war schon im 9. Jahrhundert die Bezeichnung des hier befindlichen Nummerierungsbezirks. Nummerierungsbezirke waren zu Zeiten, in denen die Wohnbebauung weniger dicht als heute war, üblich: in ihnen wurden alle Häuser nach ihrer Errichtung durchnummeriert. „Oefte“ ist der letzte Nummerierungsbezirk in Kettwig, der bis heute noch existiert, abgesehen vom Nummerierungsbezirk „Bauerschaft“, der 1950 als üblicher Straßenname wiedervergeben wurde. Zum Nummerierungsbezirk Oefte zählen die Häuser im schwach besiedelten Kettwiger Osten, zwischen Laupendahler Landstraße, Werdener Straße, Oefter Bach und Charlottenhofstraße, inklusive des bis heute bestehenden Schlosses gleichen Namens, das einem Golfclub gehört. Der Name des Schlosses ist schon 796 als „Uvithi“ belegt und bedeutet „Waldhaus am Fluss“. | Schloss Oefte                                                                                               |
| Pierburger Saum               | 500 im Stadtteil                       | Lage am Rande (Saum) der Pierburg                                                        | 11. Dez. 1950       | Der Name „Pierburg“ wird in der Form „Pyrenborgh“ schon 1528 genannt, 1790 wird ein Hof an der Grenze zu Schuir namens „Bierburg“ erwähnt. „Pier“ bedeutet Regenwurm, somit ist vermutlich ein Ackerland gemeint, das mit Regenwürmern durchsetzt ist. Merkwürdigerweise gibt es in der Nähe auch die Flurnamen „Meisenburg“ und „Finkenburg“. Das Handbuch „Essener Straßen“ vermutet einen Spaßvogel, der Fluren des Grenzlandes nach Burgen benannte, die es nie gegeben hat. Die Straße Pierburger Saum zweigt von der Straße An der Pierburg in südöstliche Richtung ab. Ihr östliches Ende liegt bereits im Nachbarstadtteil Werden. | |
| Prälatenweg                   | 400                                    | Bezug zu den Werdener Äbten (Prälaten)                                                   | 29. Nov. 1977       | Der Prälatenweg erhielt seinen Namen in Erinnerung daran, dass er früher von den Werdener Äbten benutzt wurden. Er liegt im Kettwiger Osten zwischen Schmachtenbergstraße und Am Bilstein. Ursprünglich hieß er seit 1897 Lehmdreh, wurde 1925 auf Wunsch der Anwohner in Hochstraße umbenannt. 1977 erhielt er nach der Eingemeindung seinen heutigen Namen. | |
| Promenadenweg                 | 750                                    | Promenade am Ruhrufer                                                                    | vor 1904            | Der Promenadenweg liegt am Ufer des Kettwiger Stausees, im Verlauf des alten Leinpfads, zwischen Ringstraße und Am Kettwiger Ruhrbogen. | Promenadenweg                                                                                               |
| Rehfußhang                    | 120                                    | Rehfuß, ehem. Bauerngut                                                                  | 28. Okt. 1959       | Der Rehfußhang ist nach einem alten Hof benannt, der seit 1874 der Familie Mühlendyck gehörte. Er bildet eine kurze Verbindung zwischen der Siedlung Hummelshagen und dem Unterlehberg. | |
| Rheinstraße                   | 1700                                   | Rhein, bedeutender Fluss in Zentraleuropa                                                | 6. Okt. 1970        | Die Rheinstraße ist die Hauptstraße in Kettwig auf der Höhe, wo alle Straßen nach Flüssen benannt sind. Sie führt von der Graf-Zeppelin-Straße bogenförmig durch den Ortsteil bis zur Schmachtenbergstraße. Fast alle ihre Seitenstraßen sind nach Nebenflüssen des Rheins benannt. Bis 1970 trug der Teil von ihr, der damals bereits bestand, zusammen mit den Straßen Ober- und Unterlehberg den Namen Alte Straße. An der Rheinstraße liegt die katholische Kirche St. Matthias auf der Höhe. | Kirche St. Matthias an der Rheinstraße                                                                      |
| Rinderbachstraße              | 130                                    | Rinderbach, Bachlauf in Kettwig                                                          | 7. Okt. 1930        | Die Rinderbachstraße ist eine kleine Stichstraße zur Volckmarstraße in Kettwig vor der Brücke und liegt direkt am Rinderbach. Bis 1930 hieß sie Schulstraße. Dieser Name verblieb nach der Eingemeindung Laupendahls 1930 in Kettwig-Mitte. | |
| Rindersberger Mühle           | 140                                    | Rindersberger Mühle, alte Getreidemühle                                                  | 29. Juni 1982       | Die Straße Rindersberger Mühle ist nach der hier befindlichen Mühle gleichen Namens benannt, die in einem gut erhaltenen Fachwerkhaus bis 1954 in Betrieb war. Seit 1985 steht sie unter Denkmalschutz. Die Straße verbindet Höseler Weg und Heiligenhauser Straße in Laupendahl. | Rindersberger Mühle                                                                                         |
| Ringstraße                    | 1500                                   | nach dem Straßenverlauf benannt                                                          | 4. Dez. 1876        | Weil nach dem Bau der Ruhrbrücke 1865 die damalige Hauptstraße, die Ruhrstraße, den Verkehr nicht mehr bewältigen konnte, wurde eine neue Durchfahrtsstraße errichtet, die einen leicht bogenförmigen Verlauf bildet und daher den Namen Ringstraße errichtet. Sie führt von der Kreuzung Graf-Zeppelin-Straße/Ruhrtalstraße über die Ruhr bis nach Laupendahl, wo sie an der August-Thyssen-/Heiligenhauser Straße endet. Teile ihres Verlaufs trugen früher die Namen Johann-Wilhelm-Scheidt-Straße und Laupendahler Straße. | |
| Rombecker Weg                 | 750 im Stadtteil                       | Kleine-Rombeck, Bauernhof                                                                | 11. Dez. 1950       | Der Rombecker Weg ist nach dem Hof Kleine-Rombeck, der erstmals 1763 in den Registern der Abtei Werden erscheint, benannt. Er zweigt von der Meisenburgstraße ab und führt nordwärts nach Mülheim-Menden. | |
| Ruhrstraße                    | 750                                    | nach der Ruhr benannt                                                                    | vor 1821            | Die Lage an der Ruhr prägte schon immer die Ortschaft Kettwig. Vor Errichtung der Ringstraße in den 1860ern war die Ruhrstraße die Zugangsstraße zur Ruhr und daher nach ihr benannt. Heutzutage führt sie von der Corneliusstraße südwestwärts in Richtung Ruhr, verläuft dann parallel zur Ruhrstraße, größtenteils als verkehrsberuhigter Bereich, und knickt dann wieder nordwärts ab, um an der Hauptstraße zu enden. Ein Teil von ihr gehörte von 1889 bis 1977 zur Essener Straße. | Ruhrstraße, Höhe Tuchmacherplatz                                                                            |
| Ruhrtalstraße                 | 2100 im Stadtteil                      | Lage im Tal der Ruhr                                                                     | 14. März 1978       | Die Ruhrtalstraße führt aus Werden an der Ruhr entlang bis nach Kettwig, wo sie an der Kreuzung Graf-Zeppelin-/Ringstraße endet und als Hauptstraße weitergeführt wird. An ihr befindet sich der Kettwiger Bahnhof, weshalb sie zwischen 1876 und 1978 den Namen Bahnhofstraße trug. Davor hieß sie Werdener Straße. 1978 wurde sie mit der Werdener Ruhrtalstraße zusammengefasst. Neben dem Bahnhof liegt hier der Sportplatz Kettwig, die Rettungswache der Johanniter sowie der Kettwiger Stadtwald. | Bahnhof an der Ruhrtalstraße                                                                                |
| Schillerstraße                | 170                                    | Friedrich Schiller, 1759–1805, deutscher Dichter                                         | 28. Jan. 1930       | Die Schillerstraße liegt im Osten Kettwigs, wo einige Straßen nach Dichtern und Schriftstellern benannt sind. Sie verbindet Ferdinand-Weerth- und Thiemannstraße parallel zur Lessingstraße. | |
| Schlatterstraße               | 120                                    | Klein-Schlatter KG, ehem. Kettwiger Weberei                                              | 4. Nov. 1897        | Die Schlatterstraße ist eine kleine Stichstraße zur Bachstraße, die nach der Kettwiger Firma Schlatter benannt ist, die hier 1868 eine Fabrik errichtete. | |
| Schmachtenbergstraße          | 2200                                   | Schmachtenberg, ehem. Bauerngut                                                          | 4. Apr. 1946        | Die Schmachtenbergstraße ist nach einem alten Bauernhof benannt, der schon in der zweiten Hälfte des 13. Jahrhunderts erwähnt wird. Sie führt von der Graf-Zeppelin-Straße nordostwärts durch den Kettwiger Osten bis in den Weiler Pierburg (zu Kettwig auf der Höhe), wo sie als An der Pierburg weitergeführt wird. Hier liegen der Stadtwaldfriedhof Kettwig (auch „Friedhof Kettwig“ oder „Friedhof Schmachtenberg“) genannt sowie die Grundschule Schmachtenbergschule. Am nördlichen Ende der Straße, in Kettwig auf der Höhe, steht die kleine katholische Kapelle „Maria im Maien“. Vor 1904 hieß die Straße bereits Schmachtenbergstraße, wurde aber 1934 in Hindenburgstraße umbenannt. Seit 1946 trägt sie ihren heutigen Namen. | Kapelle Maria im Maien an der Schmachtenbergstraße                                                          |
| Schulstraße                   | 400                                    | ehem. Kettwiger Schule                                                                   | 4. Apr. 1946        | Die Kettwiger Schule lag ursprünglich am Ende des Meisterwegs im sogenannten Klöverschen Haus. 1839 wurde sie mit der Pfarrschule an der Ruhrstraße vereinigt und im neu errichteten Schulhaus, dem heutigen Gemeindehaus an der Schulstraße, untergebracht. Danach wurde die Schulstraße benannt, die von der Krummacherstraße durch die Kettwiger Innenstadt zur Hauptstraße führt. Sie trug ihren Namen schon vor 1872, wurde aber zwischen 1939 und 1946 Langemarckstraße genannt. | Schulstraße                                                                                                 |
| Schumannstraße                | 300                                    | Robert Schumann, 1810–1856, deutscher Komponist                                          | 29. Nov. 1977       | Die Schumannstraße verbindet im Kettwiger Osten die Straße Am Stadtwald und die Schmachtenbergstraße. Sie hieß ursprünglich Mackensenstraße, seit 1946 Beethovenstraße. Nach der Eingemeindung konnte dieser Name nicht behalten werden, in Anlehnung daran suchte man aber einen anderen Komponisten als Namenspaten aus. | |
| Sengelmannsweg                | 450                                    | Sengelmannshof, altes Bauerngut                                                          | 11. Dez. 1950       | Der Sengelmannsweg liegt in Kettwig auf der Höhe, bogenförmig an der Rheinstraße. Er ist nach einem alten Lehngut der Abtei Werden benannt, das heute als Gaststätte und Hotel genutzt wird. | |
| Sengenholzer Weg              | 550 im Stadtteil                       | Sengenholz, ehem. Bauernhof                                                              | etwa 1936           | Der Sengenholzer Weg führt von der Straße Am Wildbach im äußersten Süden Laupendahls nach Heiligenhaus. Er ist nach einem alten Bauernhof benannt. | |
| Sommersberg                   | 1100 (alle Straßenabschnitte zusammen) | „Sommersberg“, alte Lagebezeichnung                                                      | etwa 1937           | Die Straße Sommersberg führt vom Höseler Weg südwärts. Sie hat ihren Namen von einer Bezeichnung für einen Teil des Landsberger Busches. | |
| Springberg                    | 650                                    | „Sprinkelberg“, Flurname                                                                 | 30. März 1951       | In Anlehnung an den dortigen Flurnamen wurde der Berchemer Weg, der diesen Namen erst seit einem Jahr trug, 1951 in Springberg umbenannt. Die Straße führt von der Meisenburgstraße nordwärts zur Ortslage Berchem und endet an der Stadtgrenze zu Mülheim-Menden am Saalsweg. | |
| Steinweg                      | 350                                    | mit Stein gepflasterte Straße                                                            | vor 1821            | Der Steinweg war zur Zeit der Benennung eine der wenigen Straßen in Kettwig mit einem Steinpflaster. Heute ist er eine Verbindung zwischen Ruhr- und Ringstraße, führte früher aber noch bis zum heutigen Prälatenweg nahe dem Stadtwald. | |
| Strängerstraße                | 170                                    | Hermann Stählges genannt Stränger, 1846–1923, errichtete hier das erste Haus             | 29. Nov. 1977       | Der Schornsteinfegermeister Hermann Stränger errichtete an dieser Straße das erste Haus, weshalb sie 1897 Hermannstraße genannt wurde. 1977 wurde sie dann nach seinem Nachnamen benannt. Die Strängerstraße verbindet Kirchfeld- und Brederbachstraße entlang des katholischen Friedhofs. | |
| Theodor-Fontane-Weg           | 400                                    | Theodor Fontane, 1819–1898, deutscher Schriftsteller                                     | 17. Okt. 1968       | Der Theodor-Fontane-Weg liegt im Osten Kettwigs bogenförmig an der Thiemannstraße. Mehrere Straßen in der Umgebung sind nach Dichtern und Schriftstellern benannt. | |
| Thiemannstraße                | 1000                                   | Wilhelm Thiemann, 1872–1914, Bürgermeister von Kettwig                                   | 28. Jan. 1930       | Thiemann war von 1910 bis, dass er in den ersten Kriegstagen an der Front in Frankreich fiel, Bürgermeister der Stadt Kettwig. Die nach ihm benannte Thiemannstraße durchquert den Kettwiger Osten vom Gellertweg bis zur Schmachtenbergstraße. | |
| Tuchmacherplatz               | 30 × 30                                | Tuchmacherei                                                                             | 28. Apr. 1992       | Im 19. Jahrhundert gab es in Essen, insbesondere in Werden und Kettwig, eine Blüte des Tuchmacherhandwerks. Einige Tuchfabriken wie „Forstmann & Huffmann“ (1803), „Gebrüder Wiese“ (1816), „Gebrüder Feulgen“ (1830) wurden in dieser Zeit gegründet. Der Heimat- und Verkehrsverein Kettwig schlug daher die Benennung dieses Platzes an der Ruhrstraße, auf dem sich auch der Weberbrunnen befindet, nach diesem Handwerk vor. | Tuchmacherplatz mit Kirchtreppe                                                                             |
| Uhlandstraße                  | 170                                    | Johann Ludwig Uhland, 1787–1862, deutscher Dichter                                       | 25. März 1955       | Die Uhlandstraße verbindet im Kettwiger Osten Lessing- und Ferdinand-Weerth-Straße. Einige Straßen in der Umgebung sind nach deutschen Dichtern und Schriftstellern benannt. | |
| Unterlehberg                  | 700                                    | „Unterlehberg“, ehem. Kotten                                                             | 29. Nov. 1977       | Die Straße Unterlehberg liegt in Kettwig auf der Höhe im Bogen der Rheinstraße und verbindet diese somit mit sich selbst. In nördliche Richtung wird sie als Oberlehberg fortgeführt. Zusammen mit Teilen der Rheinstraße und dem Oberlehberg hieß sie vor 1977 Alte Straße. | |
| Volckmarstraße                | 220                                    | Ernst Volckmar, 1842–1923, Unternehmer und Politiker in Mintard                          | nach 1923           | Die Volckmarstraße liegt in Kettwig vor der Brücke zwischen Landsberger Straße und Ringstraße. Sie ehrt den Kommerzienrat und Fabrikinhaber Ernst Volckmar, der sich jahrelang als Erster Beigeordneter für die Bürgermeisterei Mintard engagierte. 1930, bei der Eingemeindung Mintards in die damals selbstständige Stadt Kettwig, wurde die Straße um die Rathausstraße zu ihrer heutigen Länge erweitert. | |
| Werdener Straße               | 2500                                   | Werden, Stadtteil von Essen                                                              | vor 1922            | Die Werdener Straße führt aus Kettwig vor der Brücke ostwärts am Ruhrufer entlang nach Werden. Ab Schloss Oefte wird sie als Laupendahler Landstraße fortgeführt. Hier befindet sich der Bahnhof „Kettwig Stausee“. Ursprünglich gehörte sie zur Ruhrstraße und wurde 1920 umbenannt. Ein Teil der heutigen Straße hieß ab 1930 Laupendahler Straße, bevor er 1977 mit der Werdener Straße zusammengefasst wurde. Sie ist die zweite Straße dieses Namens in Kettwig: Vor 1876 trug die heutige Ruhrtalstraße bereits den Namen „Werdener Straße“. | |
| Wilhelmstraße                 | 350                                    | Wilhelm Dickenmühl, Grundeigentümer                                                      | etwa 1871           | Die Wilhelmstraße ist wie die parallele Gustavstraße und die ehemalige Hermannstraße (heutige Strängerstraße) nach dem Vornamen eines Grundeigentümers benannt. Sie führt von der Graf-Zeppelin-Straße durch die Kettwiger Innenstadt zur Hauptstraße. | |
| Wupperstraße                  | 190                                    | Wupper, Nebenfluss des Rheins                                                            | 6. Okt. 1970        | Die Wupperstraße liegt in Kettwig auf der Höhe, wo fast alle Straßen nach Zuflüssen des Rheins benannt sind. Die Wupperstraße bildet eine Stichstraße zur Rheinstraße, weshalb ein direkter Nebenfluss des Rheins als Namenspate gewählt wurde. | |
| Zum Timpen                    | 120 im Stadtteil                       | „Zum Timpen“, Flurname                                                                   | 2. Juni 1922        | Die Straße Zum Timpen liegt zu großen Teilen auf Heidhauser Gebiet und überquert nur für wenige Meter die Grenze ins östlichste Kettwig. Hier befinden sich das Naturschutzgebiet „Oefter Tal“ sowie die ehemalige Zeche Rudolph. | |
| Zur Alten Fähre               | 440                                    | Kettwiger Ruhrfähre                                                                      | 29. Nov. 1977       | Die Straße Zur Alten Fähre liegt in Kettwig vor der Brücke, direkt am Ruhrufer, zwischen Landsberger und Werdener Straße. Sie unterquert die Ruhrbrücke, die von 1864 bis 1866 gebaut wurde, um die alte Ruhrfähre zu ersetzen, die früher hier übersetzte. Die Straße war ursprünglich Teil der Ruhrstraße, wurde vor 1930 in Mühlenstraße umbenannt, seit 1934 teilweise der Laupendahler Straße zugeordnet. Seit 1977 trägt der gesamte Straßenzug den heutigen Namen. | |
| Zur Kammgarnspinnerei         | 80                                     | ehem. Spinnerei                                                                          | 30. Aug. 2013       | In Anlehnung an die Lage an der Scheidtschen Kammgarnspinnerei wurde das Neubaugebiet südlich der Ringstraße in der Kettwiger Mitte „Zur Kammgarnspinnerei“ genannt, die Parallelstraße „Am Wollboden“. Beide sind Stichstraßen zur Johann-Wilhelm-Scheidt-Straße. | |
| Zur Kanzel                    | 190                                    | „Kanzel“, Felsformation                                                                  | etwa 1935           | Die „Kanzel“ ist ein Felsvorsprung oberhalb des Kettwiger Bahnhofs, der durch den ehemaligen Steinbruch stark zurückgegangen ist. Auch eine Zeche in der Nähe, die bis 1863 förderte, trug diesen Namen. Die Straße Zur Kanzel verbindet den Prälatenweg mit der Straße Am Bilstein im Kettwiger Osten. | |

## Liste ehemaliger Straßennamen (Kettwig)
Die Liste ehemaliger Straßennamen erhebt keinen Anspruch auf Vollständigkeit.
| Name                          | von           | bis           | umbenannt in (aktuell)                                                           | Herleitung                                                            | Bemerkungen |
| ----------------------------- | ------------- | ------------- | -------------------------------------------------------------------------------- | --------------------------------------------------------------------- | --- |
| Adolf-Hitler-Straße           | 2. Okt. 1934  | 26. Apr. 1945 | → Hauptstraße                                                                    |                                                                       | Wegen Bezug auf den Weltkrieg wurde die Straße umbenannt. Die Hauptstraße in Kettwig wurde mehrfach umbenannt und verlängert. Ursprünglich gab es die Hauptstraße schon vor 1821, sie wurde 1977 verlängert auf die damalige Mozartstraße, vormals Bismarckstraße. |
| Alte Straße                   | etwa 1934     | 29. Jan. 1977 | → Oberlehberg, → Unterlehberg, → Rheinstraße                                     |                                                                       | Die Alte Straße verlief zwischen der Graf-Zeppelin-Straße und An der Pierburg auf den heutigen Straßen Oberlehberg, Unterlehberg und einem kleinen Stück der Rheinstraße. |
| Am Hofacker                   | 19. Apr. 1905 | 25. Feb. 1958 | (weggefallen)                                                                    |                                                                       | Die Straße wurde südlich der Gartenstraße verlängert. |
| Am Jommershönschen            | 5. Sep. 1952  | 27. Okt. 1961 | → Finkenweg                                                                      |                                                                       | |
| Am Schiefenberg               | 3. Okt. 1950  | 7. Apr. 1978  | → Fröbelweg                                                                      |                                                                       | |
| Am Teelbruch                  | 11. Dez. 1950 | 29. Nov. 1977 | → Im Teelbruch                                                                   |                                                                       | Das Industriegebiet Im Teelbruch hatte zwischen 1970 und 1977 eine Straßennamengruppe nach Wissenschaftlern und Industriellen, unter anderem Bosch, Gutenberg oder Röntgen. |
| Am Weinberg                   | 7. Apr. 1905  | 29. Nov. 1977 | → Kettwiger Weinberg                                                             |                                                                       | |
| Augustastraße                 | vor 1875      | 29. Nov. 1977 | → Corneliusstraße                                                                |                                                                       | Die Corneliusstraße wurde am südlichen Ende verlängert, sodass die Augustastraße ihren Namen verlor. |
| Bahnhofstraße                 | 4. Dez. 1876  | 20. Nov. 1970 | → Hauptstraße                                                                    |                                                                       | |
| Bahnhofstraße                 | 4. Dez. 1876  | 14. März 1978 | → Ruhrtalstraße                                                                  |                                                                       | |
| Beethovenstraße               | 4. Apr. 1946  | 29. Nov. 1977 | → Schumannstraße                                                                 |                                                                       | |
| Berchemer Weg                 | 11. Dez. 1950 | 30. März 1951 | → Springberg                                                                     |                                                                       | |
| Bismarckstraße                | um 1871       | 4. Apr. 1946  | → Mozartstraße (aktuell Hauptstraße)                                             |                                                                       | Die ehemalige Bismarckstraße wurde am 15. Juni 1948 von Mozartstraße zugebenannt in Bismarckstraße, bevor sie am 29. November 1977 eine Verlängerung der Hauptstraße wurde. |
| Boschstraße                   | 6. Okt. 1970  | 29. Nov. 1977 | → Im Teelbruch                                                                   |                                                                       | Das Industriegebiet Im Teelbruch hatte zwischen 1970 und 1977 eine Straßennamengruppe nach Wissenschaftlern und Industriellen, unter anderem Bosch, Gutenberg oder Röntgen. |
| Breslauer Straße              | 11. Okt. 1956 | 29. Nov. 1977 | → Görlitzer Straße                                                               |                                                                       | Nach der Eingemeindung nach Essen mussten einige Straßennamen umbenannt werden, da sie doppelt im Stadtgebiet vorkamen. |
| Bürgermeister-Hopmann-Platz   | 25. Okt. 1927 | 2. Okt. 1934  | → Horst-Wessel-Platz (aktuell Hopmannplatz)                                      | Horst Wessel                                                          | |
| Daimlerstraße                 | 6. Okt. 1970  | 29. Nov. 1977 | → Im Teelbruch                                                                   |                                                                       | Das Industriegebiet Im Teelbruch hatte zwischen 1970 und 1977 eine Straßennamengruppe nach Wissenschaftlern und Industriellen, unter anderem Bosch, Gutenberg oder Röntgen. |
| Dieselstraße                  | 6. Okt. 1970  | 29. Nov. 1977 | → Im Teelbruch                                                                   |                                                                       | Das Industriegebiet Im Teelbruch hatte zwischen 1970 und 1977 eine Straßennamengruppe nach Wissenschaftlern und Industriellen, unter anderem Bosch, Gutenberg oder Röntgen. |
| Dietrich-Eckart-Siedlung      | 20. Apr. 1905 | 3. März 1945  | → Icktener Siedlung                                                              |                                                                       | Die Siedlung wird auch Klein-Icktener Siedlung genannt, da die ehemalige Honnschaft Ickten zu Teilen in Essen und in Mülheim an der Ruhr liegt. |
| Durch die Aue                 | ursprünglich  | 29. Nov. 1977 | → Mintarder Weg                                                                  |                                                                       | Die Straßen Durch die Aue und Friedrichstraße wurden 1977 gemeinsam umbenannt in Mintarder Weg. |
| Essener Straße                | 16. Okt. 1889 | 29. Nov. 1977 | → Corneliusstraße, → Graf-Zeppelin-Straße                                        | Verbindungsstraße der ehemaligen Stadt Kettwig nach Essen             | Die Essener Straße wurde aufgeteilt in den nördlichen Bereich, der zur Graf-Zeppelin-Straße und den südlichen Bereich, der zur Corneliusstraße verlängert wurde. Um eine Dopplung mit der Essener Straße im Stadtteil Stoppenberg nach der Eingemeindung zu vermeiden, wurde die Straße umbenannt. |
| Feldstraße                    | 4. Nov. 1902  | 16. Aug. 1932 | → Schlageterstraße (aktuell Emil-Kemper-Straße)                                  |                                                                       | Die ehemalige Feldstraße wurde mehrfach umbenannt und heißt seit 1946 Emil-Kemper Straße. |
| Fichtestraße                  | etwa 1937     | 7. Apr. 1978  | → Akademiestraße                                                                 |                                                                       | |
| Friedrichstraße               | vor 1930      | 29. Nov. 1977 | → Mintarder Weg                                                                  |                                                                       | Die Straßen Durch die Aue und Friedrichstraße wurden 1977 gemeinsam umbenannt in Mintarder Weg. |
| Gartenstraße                  | ursprünglich  | 7. Okt. 1930  | → Arndtstraße                                                                    |                                                                       | |
| Goethestraße                  | 28. Jan. 1930 | 7. Apr. 1978  | → Gellertweg                                                                     |                                                                       | Nach der Eingemeindung nach Essen mussten einige Straßennamen umbenannt werden, da sie doppelt im Stadtgebiet vorkamen. |
| Gutenbergstraße               | 6. Okt. 1970  | 29. Nov. 1977 | → Im Teelbruch                                                                   |                                                                       | Das Industriegebiet Im Teelbruch hatte zwischen 1970 und 1977 eine Straßennamengruppe nach Wissenschaftlern und Industriellen, unter anderem Bosch, Gutenberg oder Röntgen. |
| Hermann-Göring-Siedlung       | etwa 1936     | 3. Mai 1945   | → Laupendahler Siedlung                                                          |                                                                       | |
| Hermannstraße                 | 4. Nov. 1897  | 29. Nov. 1977 | → Strängerstraße                                                                 | Hermann Stähles genannt Stränger (1846–1923), Schornsteinfegermeister | Um eine Dopplung mit der Hermannstraße im Stadtteil Katernberg nach der Eingemeindung zu vermeiden, wurde die Straße umbenannt. |
| Hindenburgstraße              | etwa 1934     | 4. Apr. 1946  | → Schmachtenbergstraße                                                           |                                                                       | Die Straße hieß bereits vor 1904 Schmachtenbergstraße und wurde nach dem Zweiten Weltkrieg zurück benannt. Am 3. Oktober 1950 wurde die Straße im nördliochen Verlauf verlängert. |
| Hochstraße                    | 16. Juni 1925 | 7. Apr. 1978  | → Am Bilstein                                                                    |                                                                       | Die Hochstraße befand sich auf dem Gebiet der heutigen Straße Am Bilstein, Ecke Emil-Kemper-Straße. Dort war bis in die 1980er Jahre auch der Kaiser-Wilhelm-Platz. |
| Hochstraße                    | 16. Juni 1925 | 29. Nov. 1977 | → Prälatenweg                                                                    |                                                                       | Um eine Dopplung mit der Hochstraße im Stadtteil Steele nach der Eingemeindung zu vermeiden, wurde die Straße umbenannt. |
| Horst-Wessel-Platz            | 2. Okt. 1934  | 26. Apr. 1945 | → Hopmannplatz                                                                   |                                                                       | Wegen Bezug auf den Weltkrieg wurde der Platz umbenannt. |
| Icktener Siedlung             | 3. März 1945  | 5. Sep. 1952  | → Am Hammershöfchen, → Am Jommershönschen (aktuell Finkenweg), → Icktener Straße |                                                                       | Die Siedlung wird auch Klein-Icktener Siedlung genannt, da die ehemalige Honnschaft Ickten zu Teilen in Essen und in Mülheim an der Ruhr liegt. |
| Im Siepen                     | 22. Apr. 1905 | 7. Apr. 1978  | → Am Wildbach                                                                    |                                                                       | Um eine Dopplung mit Im Siepken im Stadtteil Haarzopf nach der Eingemeindung zu vermeiden, wurde die Straße umbenannt. Der namensgebende Laupendahler Bach fließt über den Rinderbach in die Ruhr. |
| Im Winkel                     | 5. Sep. 1952  | 10. Juli 2001 | → Karl-Juch-Straße                                                               |                                                                       | Ein Teil der Straße Im Winkel wurde umbenannt. |
| Industriestraße               | 6. Okt. 1970  | 3. Mai 1972   | → Ohmstraße                                                                      |                                                                       | Das Industriegebiet Im Teelbruch hatte zwischen 1970 und 1977 eine Straßennamengruppe nach Wissenschaftlern und Industriellen, unter anderem Bosch, Gutenberg oder Röntgen. |
| Johann-Wilhelm-Scheidt-Straße | etwa 1934     | 4. Apr. 1946  | → Ringstraße                                                                     |                                                                       | Die heutige Johann-Wilhelm-Scheidt-Straße wurde am 30. August 2013 zusammen mit Am Wollboden und Zur Kammgarnspinnerei auf dem ehemaligen Fabrikgelände der Kammgarnspinnerei neu errichtet. |
| Kaiser-Wilhelm-Platz          | 18. März 1905 | 7. Apr. 1978  | (weggefallen)                                                                    | Kaiser Wilhelm I.                                                     | Der Platz befand sich zwischen der heutigen Emil-Kemper-Straße und An der Seilerei. Auf Straßenkarten der 1980er ist der Platz noch ausgewiesen, obwohl Katasterkarten der Zeit den Platz nicht mehr führen. Zudem gab es nach der Eingemeindung 1975 zwei Plätze mit demselben Namen, da Steele bereits seit 1936 einen Kaiser-Wilhelm-Platz hatte. |
| Kaisergasse                   | vor 1821      | um 1872       | → Kaiserstraße                                                                   |                                                                       | Der uralte Name „Kaisergasse“ wurde um 1872 in „Kaiserstraße“ geändert, am 28. Januar 1930 aus historischen Gründen für eine kurze Zeit wiederhergestellt, nach Protesten der Anwohner am 7. Oktober 1930 aber wieder zurückgenommen. |
| Karlstraße                    | 11. Dez. 1950 | 7. Apr. 1978  | → Freiligrathstraße                                                              |                                                                       | Die Karlstraße lag zwischen Wilhelmstraße und Gustavstraße. Um eine Dopplung mit der Karlstraße im Stadtteil Altenessen nach der Eingemeindung zu vermeiden, wurde die Straße umbenannt. |
| Kirchplatz                    | vor 1875      | 7. Nov. 1933  | → Martin-Luther-Platz                                                            |                                                                       | |
| Langemarckstraße              | 14. März 1939 | 4. Apr. 1946  | → Schulstraße                                                                    |                                                                       | Ursprünglich hieß die Straße bereits vor 1872 Schulstraße. |
| Laupendahler Siedlung         | 3. Mai 1945   | 26. Okt. 1979 | → Hasselbeckweg, → Laupendahler Höhe                                             |                                                                       | |
| Laupendahler Straße           | 2. Okt. 1934  | 14. März 1978 | → Ringstraße                                                                     |                                                                       | |
| Laupendahler Straße           | 2. Okt. 1934  | 29. Nov. 1977 | → Werdener Straße, → Zur Alten Fähre                                             |                                                                       | Ein Teil der Laupendahler Straße wird zur Werdener Straße umbenannt, die bereits vor 1922 existierte und 1977 verlängert wurde. |
| Lehmdreh                      | 4. Nov. 1897  | 16. Juni 1925 | → Hochstraße                                                                     |                                                                       | Die Hochstraße befand sich auf dem Gebiet der heutigen Straße Am Bilstein, Ecke Emil-Kemper-Straße. Dort war bis in die 1980er Jahre auch der Kaiser-Wilhelm-Platz. |
| Ludendorffstraße              | etwa 1937     | 4. Apr. 1946  | → Heinrich-Heine-Straße                                                          | Erich Ludendorff                                                      | Wegen Bezug auf den Weltkrieg wurde die Straße umbenannt. |
| Mackensenstraße               | 26. Aug. 1937 | 4. Apr. 1946  | → Beethovenstraße (aktuell Schumannstraße)                                       |                                                                       | Seit 1977 heißt die Straße Schumannstraße. |
| Mintarder Straße              | ursprünglich  | 16. Mai 1922  | → August-Thyssen-Straße                                                          |                                                                       | |
| Mühlenstraße                  | vor 1930      | 2. Okt. 1934  | → Laupendahler Straße (aktuell Zur Alten Fähre)                                  |                                                                       | Die Mühlenstraße wurde 1934 teilweise zur Laupendahler Straße, bevor sie 1977 weiter umbenannt wurde. |
| Mülheimer Straße              | 11. Dez. 1950 | 14. März 1978 | → Mendener Straße                                                                | Ausfallstraße nach Mülheim                                            | Nach der Eingemeindung nach Essen mussten einige Straßennamen umbenannt werden, da sie doppelt im Stadtgebiet vorkamen. |
| Neustraße                     | vor 1821      | 7. Apr. 1978  | → Kringsgat                                                                      |                                                                       | Nach der Eingemeindung nach Essen mussten einige Straßennamen umbenannt werden, da sie doppelt im Stadtgebiet vorkamen. |
| Oefte                         | ursprünglich  | 10. Feb. 1931 | → Laupedahler Landstraße                                                         |                                                                       | Die heutige Straße Oefte wurde zum kleinen Teil umbenannt. Die Laupedahler Landstraße verbindet die Stadtteile Werden, Heidhausen und Kettwig und geht in Kettwig in die Werdener Straße über. Bevor die Landstraße ihren übergreifenden Namen bekommen hat, hießen Abschnitte in anderen Stadtteilen noch Provinzialstraße, Laupedahlerstraße oder Oefte. Bevor man Anfang des 20. Jahrhunderts begann, die Hausnummern an den Straßennamen festzumachen, gab es innerhalb einer Ortschaft Hausnummern nach Errichtung nummeriert.                     |
| Ohmstraße                     | 3. Mai 1972   | 7. Apr. 1978  | → Am Stadtbad                                                                    |                                                                       | Das Industriegebiet Im Teelbruch hatte zwischen 1970 und 1977 eine Straßennamengruppe nach Wissenschaftlern und Industriellen, unter anderem Bosch, Gutenberg oder Röntgen. |
| Rathausstraße                 | ursprünglich  | 7. Okt. 1930  | → Volckmarstraße                                                                 |                                                                       | 1930, bei der Eingemeindung Mintards in die damals selbstständige Stadt Kettwig, wurde die Straße um die Rathausstraße zu ihrer heutigen Länge erweitert. |
| Richthofenweg                 | etwa 1936     | 28. Feb. 1947 | → Grüner Weg                                                                     | Deutsches Adelsgeschlecht                                             | Wegen Bezug auf den Weltkrieg wurde die Straße umbenannt. |
| Ringstraße                    | 4. Dez. 1876  | 2. Okt. 1934  | → Johann-Wilhelm-Scheidt-Straße, → Laupendahler Straße (aktuell Ringstraße)      | Tuchfabrikant                                                         | Die Johann-Wilhelm-Scheidt-Straße verlief ungefähr zwischen dem heutigen Promenadenweg und der Hauptstraße. Nördlich der Johann-Wilhelm-Scheidt-Straße lag in den 1930ern eine Tuchfabrik, südlich eine Kammgarnspinnerei. Am 4. April 1946 wurde die Straße wieder Ringstraße genannt. Die heutige Johann-Wilhelm-Scheidt-Straße wurde am 30. August 2013 zusammen mit Am Wollboden und Zur Kammgarnspinnerei auf dem ehemaligen Fabrikgelände der Kammgarnspinnerei errichtet. Ein weiterer Teil der Ringstraße Mühlenstraße zur Laupendahler Straße. |
| Röntgenstraße                 | 6. Okt. 1970  | 29. Nov. 1977 | → Im Teelbruch                                                                   |                                                                       | Das Industriegebiet Im Teelbruch hatte zwischen 1970 und 1977 eine Straßennamengruppe nach Wissenschaftlern und Industriellen, unter anderem Bosch, Gutenberg oder Röntgen. Um eine Dopplung mit der Röntgenstraße im Stadtteil Altendorf nach der Eingemeindung zu vermeiden, wurde die Straße umbenannt. |
| Ruhrstraße                    | vor 1821      | 19. Okt. 1971 | → Am Mühlengraben                                                                |                                                                       | Ein kleiner Teil der Ruhrstraße wird umbenannt in Am Mühlengraben. |
| Ruhrstraße                    | vor 1821      | 16. Okt. 1889 | → Essener Straße                                                                 |                                                                       | Ein Teil der Ruhrstraße wurde in Essener Straße umbenannt, bevor sie am 29. November 1977 wieder in Ruhrstraße zurück benannt wurde. |
| Ruhrstraße                    | vor 1821      | 4. Dez. 1876  | → Ringstraße                                                                     |                                                                       | Die Ruhrstraße war ursprünglich eine der Hauptstraßen in Kettwig. Nach dem Bau der Brücke 1865 konnte die Ruhrstraße den Verkehr allerdings nicht mehr aufnehmen, weshalb die Ringstraße im leichten Bogen gebaut wurde. Ein Teil der Ruhrstraße an der Ruhr wurde in Ringstraße umbenannt. |
| Schlageterstraße              | 16. Aug. 1932 | 26. Apr. 1945 | → Feldstraße                                                                     |                                                                       | Wegen Bezug auf den Weltkrieg wurde die Schlageterstraße 1945 zunächst in den ursprünglichen Namen Feldstraße umgetauft, bevor sie ein Jahr später schließlich in Emil-Kemper-Straße umbenannt wurde. |
| Schulstraße                   | ursprünglich  | 7. Okt. 1930  | → Rinderbachstraße                                                               |                                                                       | |
| Siemensstraße                 | 6. Okt. 1970  | 29. Nov. 1977 | → Im Teelbruch                                                                   |                                                                       | Das Industriegebiet Im Teelbruch hatte zwischen 1970 und 1977 eine Straßennamengruppe nach Wissenschaftlern und Industriellen, unter anderem Bosch, Gutenberg oder Röntgen. Um eine Dopplung mit der Siemensstraße im Stadtteil Altendorf nach der Eingemeindung zu vermeiden, wurde die Straße umbenannt. |
| Straße der SA                 | 20. Okt. 1934 | 26. Apr. 1945 | → Wilhelmstraße                                                                  | Sturmabteilung (SA)                                                   | |
| Talstraße                     | 21. Dez. 1899 | 7. Apr. 1978  | → An der Seilerei                                                                | Eine Seilfabrikation                                                  | Am westlichen Ende der Talstraße lag der Kaiser-Wilhelm-Platz. |
| Waldsaum                      | 11. Dez. 1950 | 7. Apr. 1978  | → Am Bilstein                                                                    |                                                                       | Um eine Dopplung mit Waldsaum im Stadtteil Stadtwald nach der Eingemeindung zu vermeiden, wurde die Straße umbenannt. Die Straße Waldsaum lag auf der Höhe der Heinrich-Heine-Straße. |
| Weerthstraße                  | 28. Jan. 1930 | 14. März 1978 | → Ferdinand-Weerth-Straße                                                        |                                                                       | |
| Wiesenstraße                  | 8. Dez. 1902  | 7. Apr. 1978  | → Eichendorffstraße                                                              |                                                                       | Um eine Dopplung mit der Wiesenstraße im Südviertel nach der Eingemeindung zu vermeiden, wurde die Straße umbenannt. |
| Wilhelmstraße                 | ursprünglich  | 7. Okt. 1930  | → Landsberger Straße                                                             |                                                                       | |
| Zeppelinstraße                | 14. Sep. 1909 | 12. Dez. 1929 | → Graf-Zeppelin-Straße                                                           |                                                                       | |